# 1944
| [ Edytuj tabelę ]                                                | |
| Premier Polski                                                   | - 1944 Edward Osóbka-Morawski 1947 |
| Prezydent Polski na uchodźstwie                                  | - 1939 Władysław Raczkiewicz 1947 |
| Premier rządu RP na uchodźstwie                                  | - 1943 Stanisław Mikołajczyk 1944 - 1944 Tomasz Arciszewski 1947                                                                                     |
| Generalny gubernator ziem polskich (okupacja niemiecka)          | - 1939 Hans Frank 1945 |
| Król Afganistanu                                                 | - 1933 Mohammad Zaher Szah 1973 |
| Premier Afganistanu                                              | - 1929 Mohammad Haszim Chan 1946 |
| Przywódca Albanii                                                | - 1944 Enver Hoxha 1985 |
| Premier Albanii                                                  | - 1943 Rexhep Mitrovica 1944 - 1944 Fiqri Dine 1944 - 1944 Ibrahim Biçaku 1944 - 1944 Enver Hoxha 1954                                               |
| Współksiążęta Andory                                             | - 1943 Ramón Iglesias i Navarri 1969 - 1940 Philippe Pétain 1944 - 1944 Charles de Gaulle 1946                                                       |
| Król Arabii Saudyjskiej                                          | - 1932 Abd al-Aziz ibn Su’ud 1953 |
| Prezydent Argentyny                                              | - 1943 Pedro Ramírez 1944 - 1944 Edelmiro Farrell 1946                                                                                               |
| Premier Australii                                                | - 1941 John Curtin 1945 |
| Król Belgów                                                      | - 1934 Leopold III 1951 |
| Premier Belgii                                                   | - 1939 Hubert Pierlot 1945 |
| Król Bhutanu                                                     | - 1926 Jigme Wangchuck 1952 |
| Prezydent Boliwii                                                | - 1943 Gualberto Villarroel 1946 |
| Prezydent Brazylii                                               | - 1930 Getúlio Vargas 1945 |
| Sułtan Brunei                                                    | - 1924 Ahmad Tajuddin 1950 |
| Car Bułgarii                                                     | - 1943 Symeon II 1946 |
| Premier Bułgarii                                                 | - 1943 Dobri Bożiłow 1944 - 1944 Iwan Bagrianow 1944 - 1944 Konstantin Murawiew 1944 - 1944 Kimon Georgiew 1946                                      |
| Prezydent Chile                                                  | - 1942 Juan Antonio Ríos 1946 |
| Prezydent Chin                                                   | - 1943 Czang Kaj-szek 1949 |
| Prezydent Chorwacji                                              | - 1941 Ante Pavelić 1945 |
| Prezydent Czechosłowacji na emigracji                            | - 1940 Edvard Beneš 1945 |
| Król Danii                                                       | - 1912 Chrystian X 1947 |
| Dalajlama                                                        | - 1940 Tenzin Gjaco |
| Prezydent Dominikany                                             | - 1942 Rafael Trujillo 1952 |
| Władca Egiptu                                                    | - 1936 Faruk I 1952 |
| Premier Egiptu                                                   | - 1942 Mustafa an-Nahhas 1944 - 1944 Ahmad Mahir 1945                                                                                                |
| Prezydent Ekwadoru                                               | - 1940 Carlos Alberto Arroyo del Rio 1944 - 1944 José María Velasco Ibarra 1947                                                                      |
| Cesarz Etiopii                                                   | - 1941 Hajle Syllasje 1974 |
| Premier Etiopii                                                  | - 1942 Mekonnyn Yndalkaczeu 1957 |
| Prezydent Filipin                                                | - 1935 Manuel Quezon 1944 - 1943 Jose Laurel 1945 - 1944 Sergio Osmeña 1946                                                                          |
| Prezydent Finlandii                                              | - 1940 Risto Ryti 1944 - 1944 Carl Gustaf Mannerheim 1946                                                                                            |
| Premier Finlandii                                                | - 1943 Edwin Linkomies 1944 - 1944 Antti Hackzell 1944 - 1944 Urho Castren 1944 - 1944 Juho Kusti Paasikivi 1946                                     |
| Prezydent Francji                                                | - 1940 Philippe Pétain 1944 |
| Premier Francji                                                  | - 1942 Pierre Laval 1944 - 1944 Charles de Gaulle 1946                                                                                               |
| Król Grecji                                                      | - 1935 Jerzy II 1947 |
| Premier Grecji                                                   | - 1941 Emanuil Tsuderos 1944 - 1944 Sofoklis Wenizelos 1944 - 1944 Jeorjos Papandreu 1945                                                            |
| Prezydent Gwatemali                                              | - 1931 Jorge Ubico 1944 - 1944 Juan Federico Ponce Vaides (p.o.) 1944 - 1944 junta 1945                                                              |
| Prezydent Haiti                                                  | - 1941 Élie Lescot 1946 |
| Premier Hiszpanii                                                | - 1939 Francisco Franco 1973 |
| Król Holandii                                                    | - 1890 Wilhelmina 1948 |
| Premier Holandii                                                 | - 1940 Pieter Sjoerds Gerbrandy 1945 |
| Prezydent Hondurasu                                              | - 1933 Tiburcio Carías Andino 1949 |
| Szach Iranu                                                      | - 1941 Mohammad Reza Pahlawi 1979 |
| Premier Iranu                                                    | - 1943 Ali Sohejli 1944 - 1944 Mohammad Sa'ed 1944 - 1944 Morteza Gholi Bajat 1945                                                                   |
| Władca Indii                                                     | - 1936 Jerzy VI 1950 |
| Król Irlandii                                                    | - 1936 Jerzy VI Windsor 1949 |
| Prezydent Irlandii                                               | - 1938 Douglas Hyde (polityk) 1945 |
| Premier Irlandii                                                 | - 1932 Éamon de Valera 1948 |
| Prezydent Islandii                                               | - 1944 Sveinn Björnsson 1952 |
| Premier Islandii                                                 | - 1944 Björn Þórðarson 1944 - 1944 Ólafur Thors 1947                                                                                                 |
| Cesarz Japonii                                                   | - 1926 Hirohito 1989 |
| Premier Japonii                                                  | - 1941 Hideki Tōjō 1944 - 1944 Kuniaki Koiso 1945 |
| Król Jugosławii                                                  | - 1934 Piotr II 1945 |
| Premier Jugosławii                                               | - 1943 Božidar Purić 1944 - 1944 Ivan Šubašić 1945                                                                                                   |
| Premier Kanady                                                   | - 1935 William Lyon Mackenzie King 1948 |
| Emir Kataru                                                      | - 1913 Abd Allah ibn Kasim Al Sani 1949 |
| Prezydent Kolumbii                                               | - 1942 Alfonso López Pumarejo 1945 |
| Patriarcha Konstantynopola                                       | - 1936 Beniamin 1946 |
| Gubernator Korei (okupacja japońska)                             | - 1942 Kuniaki Koiso 1944 - 1944 Nobuyuki Abe 1945                                                                                                   |
| Prezydent Kostaryki                                              | - 1940 Rafael Ángel Calderón Guardia 1944 - 1944 Teodoro Picado Michalski 1948                                                                       |
| Prezydent Kuby                                                   | - 1940 Fulgencio Batista 1944 - 1944 Ramón Grau San Martín 1948                                                                                      |
| Premier Kuby                                                     | - 1942 Ramón Zaydín 1944 - 1944 Anselmo Alliegro 1944 - 1944 Félix Lancís Sánchez 1945                                                               |
| Prezydent Libanu                                                 | - 1943 Biszara al-Churi 1952 |
| Premier Libanu                                                   | - 1943 Rijad as-Sulh 1945 |
| Prezydent Liberii                                                | - 1930 Edwin Barclay 1944 - 1944 William Tubman 1971                                                                                                 |
| Książę Liechtensteinu                                            | - 1938 Franciszek Józef II 1989 |
| Premier Liechtensteinu                                           | - 1928 Josef Hoop 1945 |
| Premier Litwyna emigracji                                        | - 1940 Stasys Lozoraitis 1983 |
| Wielki książę Luksemburga                                        | - 1919 Szarlotta 1964 |
| Premier Luksemburga                                              | - 1937 Pierre Dupong 1953 |
| Cesarz Mandżukuo                                                 | - 1934 Pu Yi 1945 |
| Sułtan Maroka                                                    | - 1927 Muhammad V 1953 |
| Prezydent Meksyku                                                | - 1940 Manuel Ávila Camacho 1946 |
| Książę Monako                                                    | - 1922 Ludwik II 1949 |
| Minister stanu Monako                                            | - 1937 Émile Roblot 1944 - 1944 Pierre Blanchy (p.o.) 1944 - 1944 Pierre de Witasse 1948                                                             |
| Przewodniczący Prezydium Małego Churału Państwowego Mongolii     | - 1940 Gonczigijn Bumcend 1951 |
| Premier Mongolii                                                 | - 1939 Chorlogijn Czojbalsan 1952 |
| Król Nepalu                                                      | - 1911 Tribhuvan 1950 |
| Premier Nepalu                                                   | - 1932 Juddha Shumsher Jang Bahadur Rana 1945 |
| Prezydent Niemiec                                                | - 1934 Adolf Hitler (führer) 1945 |
| Kanclerz Niemiec                                                 | - 1933 Adolf Hitler 1945 |
| Prezydent Nikaragui                                              | - 1937 Anastasio Somoza García 1947 |
| Król Norwegii                                                    | - 1905 Haakon VII 1957 |
| Premier Norwegii                                                 | - 1935 Johan Nygaardsvold 1945 |
| Premier Nowej Zelandii                                           | - 1940 Peter Fraser 1949 |
| Sułtan Omanu                                                     | - 1932 Sa’id ibn Tajmur 1970 |
| Prezydent Panamy                                                 | - 1941 Ricardo Adolfo de la Guardia Arango 1945 |
| Papież                                                           | - 1939 Pius XII 1958 |
| Prezydent Paragwaju                                              | - 1940 gen. Higinio Morínigo 1948 |
| Prezydent Peru                                                   | - 1939 Manuel Prado Ugarteche 1945 |
| Premier Południowej Afryki                                       | - 1939 Jan Smuts 1948 |
| Prezydent Portugalii                                             | - 1926 António Óscar de Fragoso Carmona 1951 |
| Premier Portugalii                                               | - 1932 António de Oliveira Salazar 1968 |
| Król Rumunii                                                     | - 1940 Michał 1947 |
| Premier Rumunii                                                  | - 1940 Ion Antonescu 1944 - 1944 Constantin Sănătescu 1944 - 1944 Nicolae Rădescu 1945                                                               |
| Prezydent Salwadoru                                              | - 1931 Maximiliano Hernández Martínez 1944 - 1944 Andrés Ignacio Menéndez (p.o.) 1944 - 1944 Osmín Aguirre y Salinas (p.o.) 1945                     |
| Kapitanowie regenci San Marino                                   | - 1943 Marino Della Balda Sante Lonfernini 1944 - 1944 Francesco Balsimelli Sanzio Valentini 1944 - 1944 Teodoro Lonfernini Leonida Suzzi Valli 1945 |
| Sekretarz Stanu do spraw Politycznych i Zagranicznych San Marino | - 1943 Gustavo Babboni 1945 |
| Prezydent Słowacji                                               | - 1939 Jozef Tiso 1945 |
| Premier Słowacji                                                 | - 1939 Vojtech Tuka 1944 - 1944 Štefan Tiso 1945 |
| Prezydent Syrii                                                  | - 1943 Szukri al-Kuwatli 1949 |
| Premier Syrii                                                    | - 1943 Sad Allah al-Dżabiri 1944 - 1944 Faris al-Churi 1945                                                                                          |
| Prezydent Szwajcarii                                             | - 1944 Walter Stampfli 1944 |
| Król Szwecji                                                     | - 1907 Gustaw V 1950 |
| Premier Szwecji                                                  | - 1936 Per Albin Hansson 1946 |
| Król Tajlandii                                                   | - 1935 Ananda Mahidol 1946 |
| Premier Tajlandii                                                | - 1938 Plaek Pibulsongkram 1944 - 1944 Khuang Aphaiwong 1945                                                                                         |
| Król Tonga                                                       | - 1918 Salote Tupou III 1965 |
| Premier Tonga                                                    | - 1941 Solomone Ula Ata 1949 |
| Prezydent Turcji                                                 | - 1938 İsmet İnönü 1950 |
| Premier Turcji                                                   | - 1942 Şükrü Saracoğlu 1946 |
| Prezydent Urugwaju                                               | - 1943 Juan José de Amézaga 1947 |
| Prezydent USA                                                    | - 1933 Franklin Delano Roosevelt 1945 |
| Prezydent Wenezueli                                              | - 1941 Isaías Medina Angarita 1945 |
| Regent Królestwa Węgier                                          | - 1920 Miklós Horthy 1944 |
| Premier Węgier                                                   | - 1942 Miklós Kállay 1944 - 1944 Döme Sztójay 1944 - 1944 Géza Lakatos 1944 - 1944 Ferenc Szálasi 1945 - 1944 Béla Miklós 1945                       |
| Monarcha Wielkiej Brytanii                                       | - 1936 Jerzy VI 1952 |
| Premier Wielkiej Brytanii                                        | - 1940 Winston Churchill 1945 |
| Cesarz Wietnamu                                                  | - 1926 Bảo Đại 1945 |
| Król Włoch                                                       | - 1900 Wiktor Emanuel III 1946 |
| Premier Włoch                                                    | - 1943 Pietro Badoglio 1944 - 1944 Ivanoe Bonomi 1945                                                                                                |
| Przywódca ZSRR                                                   | - 1924 Józef Stalin 1953 |
| Premier ZSRR                                                     | - 1941 Józef Stalin 1953 |

Rok 1944 / MCMXLIV
stulecia: XIX wiek ~
XX wiek ~
XXI wiek

dziesięciolecia:
1910–1919 •
1920–1929 •
1930–1939 •
1940–1949
• 1950–1959
• 1960–1969
• 1970–1979

lata: 1934 «
1939 «
1940 «
1941 «
1942 «
1943 «
1944
» 1945
» 1946
» 1947
» 1948
» 1949
» 1954

## II wojna światowa
- wojna w Azji i na Pacyfiku
- wojna w Europie
- wojna w Polsce

## Pozostałe wydarzenia w Polsce
- 1 stycznia:
  - powstała zdominowana przez komunistów podziemna Krajowa Rada Narodowa, jej przewodniczącym został Bolesław Bierut.
  - utworzono Armię Ludową.
- 3 stycznia – oddziały Armii Czerwonej przekroczyły przedwojenną wschodnią granicę Rzeczypospolitej (noc z 3 na 4)[1].
- 9 stycznia – powstała Rada Jedności Narodowej.
- 12 stycznia – we wsi Kłodne hitlerowcy zamordowali 28 zakładników w odwecie za wysadzenie pociągu na trasie linii kolejowej Nowy Sącz-Chabówka.
- 15 stycznia – siłami Okręgu Wołyń AK (27 Wołyńska Dywizja Piechoty) rozpoczęto na Wołyniu akcję „Burza”.
- 29 stycznia:
  - w Koniuchach koło Solecznik rosyjscy, litewscy i żydowscy partyzanci dokonali masowego mordu polskich mieszkańców.
  - w Czarnej Tarnowskiej oddział AK „Błyskawica” dokonał nieudanego zamachu na jadącego pociągiem do Lwowa gubernatora Hansa Franka. W wyniku akcji zginęło 17 Niemców.
- 1 lutego – oddział specjalny Kedywu Komendy Głównej AK „Pegaz” dokonał udanego zamachu na Franza Kutscherę, dowódcę SS i Policji dystryktu warszawskiego.
- 10 lutego – w odwecie za udany zamach na Franza Kutscherę hitlerowcy rozstrzelali 140 osób w ulicznej egzekucji na ul. Barskiej w Warszawie.
- 11 lutego – w odwecie za zamach na Franza Kutscherę, hitlerowcy przeprowadzili pierwszą publiczną egzekucję więźniów Pawiaka, wieszając 27 osób na balkonach spalonego domu przy ulicy Leszno (naprzeciwko gmachu Sądów).
- 13 lutego – powstańcy UPA dokonali masakry polskich mieszkańców wsi Łanowce na Podolu.
- 17/18 lutego – w nocy powstańcy UPA dokonali masakry około 200 Polaków w Ludwikówce.
- 21 lutego – hitlerowcy dokonali pacyfikacji Ryczowa koło Ogrodzieńca.
- 22/23 lutego – oddział UPA dokonał w nocy masakry 131 Polaków w Berezowicy Małej.
- 28 lutego – 14 Dywizja Grenadierów SS (1 ukraińska) i Ukraińska Powstańcza Armia zmasakrowały ludność polską we wsi Huta Pieniacka. Zamordowano 800-1200 osób.
- 28/29 lutego – w nocy, oddział UPA z pomocą ludności ukraińskiej dokonał rzezi na 156 polskich mieszkańcach wsi Korościatyn na Podolu.
- 2 marca – hitlerowcy dokonali pacyfikacji wsi Palikije na Lubelszczyźnie, zabijając 7 mieszkańców i paląc 12 domów.
- 7 marca – Niemcy odkryli tzw. bunkier „Krysia” przy ul. Grójeckiej w Warszawie, gdzie ukrywało się 38 Żydów. Wraz z dwoma polskimi opiekunami zostali oni prawdopodobnie rozstrzelani trzy dni później w ruinach warszawskiego getta.
- 7/8 marca – w Bednarowie koło Stanisławowa oddział powstańców UPA dokonał w nocy masakry 250 Polaków.
- 8 marca:
  - Niemcy spacyfikowali wieś Jamy pod Ostrowem Lubelskim, mordując 152 mieszkańców.
  - W odwecie za straty poniesione w potyczce z polskimi partyzantami Niemcy spacyfikowali wieś Jabłoń-Dobki w Okręgu Białystok, mordując 93 mieszkańców.
  - w komorach gazowych obozu Auschwitz-Birkenau zamordowano 3792 czeskich Żydów.
- 9 marca – co najmniej 58 Polaków zostało zamordowanych przez oddział powstańców UPA we wsi Szerokie Pole w byłym województwie stanisławowskim.
- 10 marca – kilkuset ukraińskich mieszkańców Sahrynia zostało zamordowanych przez polskie podziemie.
- 12 marca – 365 Polaków zostało zamordowanych w Palikrowach (dawne województwo tarnopolskie) przez oddział SS.
- 15 marca – Rada Jedności Narodowej opublikowała deklarację programową „O co walczy naród polski”.
- 15/16 marca – w nocy oddział AK przybyły ze Lwowa dokonał we wsi Chlebowice Świrskie mordu na 54 Ukraińcach i omyłkowo na 6 Polakach.
- 24 marca:
  - niemiecka akcja represyjna w miejscowości Markowa wobec rodziny Ulmów oraz ukrywanych przez nich Żydów z rodzin Szallów i Goldmanów. Zginęło 9 Polaków, w tym nienarodzone dziecko z 9 miesiąca ciąży i 8 Żydów.
  - w Bełzu grupa powstańców UPA dokonała masakry ponad 100 Polaków.
  - w kamienicy przy ul. Dietla 32 w Krakowie Kriminalpolizei aresztowała komendanta okręgu krakowskiego AK pułkownika Józefa Spychalskiego wraz z kilkoma oficerami sztabu. Został on wywieziony w nieznanym kierunku i zamordowany najprawdopodobniej w sierpniu w KL Sachsenhausen.
  - z obozu jenieckiego Stalag Luft III w Żaganiu uciekło 80 lotników. Tylko trzech nie złapano.
- 27 marca – Niemcy oraz ich ukraińscy kolaboranci dokonali pacyfikacji wsi Smoligów w powiecie hrubieszowskim. Zamordowano od 70 do ponad 200 mieszkańców.
- 29/30 marca – w nocy oddział powstańców UPA dokonał mordu na 56-140 polskich mieszkańcach wsi Wołczków koło Stanisławowa.
- 31 marca – w swoim biurze w Warszawie został zastrzelony przez żołnierzy AK płk Mychajło Pohotowko, szef warszawskiego oddziału Ukraińskiego Komitetu Centralnego. Podczas akcji zginęło też kilku innych działaczy ukraińskich.
- 1 kwietnia – we wsi Poturzyn koło Tomaszowa Lubelskiego żołnierze z 14. Dywizji Grenadierów SS wraz z pododdziałem UPA dokonali mordu na 162 Polakach.
- 4/5 kwietnia – w nocy hitlerowcy zamordowali w Makowie Podhalańskim 42 osoby.
- 5/6 kwietnia – w nocy upowcy zamordowali 18 Polaków w Siemiginowie koło Stryja.
- 5-7 kwietnia – w Pawlikówce w dawnym województwie stanisławowskim grupa powstańców UPA dokonała mordu na 124 Polakach.
- 6 kwietnia – co najmniej 38 Polaków zginęło w ataku powstańców UPA na Sołotwinę.
- 6/7 kwietnia – we wsi Moosberg w dawnym województwie lwowskim w nocy oddział powstańców UPA dokonał (według raportów polskiego podziemia) mordu na 31 Polakach. Według zeznań świadków ofiar było 160 lub ponad 200.
- 7 kwietnia:
  - oddziały Batalionów Chłopskich i Armii Krajowej stoczyły we wsi Molendy koło Kozienic bitwę z przeważającymi oddziałami niemieckimi, wyrywając się z okrążenia.
  - w Pyszówce w dawnym województwie lwowskim w wyniku nocnego napadu powstańców UPA zginęło 52 Polaków.
- 10 kwietnia – Rudolf Vrba i Alfred Wetzler uciekli z KL Auschwitz na Słowację. Ich sprawozdanie z pobytu w obozie trafiło na Zachód, gdzie zostało nagłośnione przez media.
- 11 kwietnia – amerykańskie lotnictwo dokonało nalotów bombowych na Szczecin i Żary.
- 12 kwietnia:
  - oddziały UPA i SKW dokonały masakry ponad 100 Polaków we wsiach Hucisko i Miedziaki w powiecie bóbreckim w byłym województwie lwowskim.
  - w obozie pracy przymusowej w Pustkowie na Podkarpaciu hitlerowcy rozstrzelali 60 Polaków przywiezionych do prac na poligonie z więzienia na rzeszowskim zamku.
- 14 kwietnia – uzbrojeni polscy mieszkańcy odparli atak UPA na wieś Bitków położoną w dawnym województwie stanisławowskim.
- 15 kwietnia – Armia Czerwona zajęła Tarnopol.
- 16 kwietnia – ukraińscy żołnierze 14 Dywizji Grenadierów SS dokonali masakry ludności polskiej w Chodaczkowie Wielkim, w której zginęły 862 osoby.
- 17 kwietnia – oddziały AK, AL i BCh odparły atak dziesięciokrotnie liczniejszych sił niemieckich na Wojsławice koło Chełma, powstrzymując planowaną akcję pacyfikacyjną.
- 19 kwietnia – w Gdańsku został zwodowany niemiecki okręt podwodny U-3501, pierwsza jednostka typu XXI.
- 19–21 kwietnia – rzeź wołyńska: UPA dokonała masakry ok. 200 Polaków i polskich Ormian w Kutach.
- 26 kwietnia – prezydent Władysław Raczkiewicz wydał dekret o tymczasowej organizacji władz na terytorium Rzeczypospolitej.
- 3 maja – powołano Krajową Radę Ministrów.
- 3/4 maja – w nocy oddział Osjana zaatakował warszawskie lotnisko bielańskie niszcząc 5 samolotów Ju 52, a kilka innych uszkadzając.
- 4 maja – w Owczarni na Lubelszczyźnie oddział Armii Ludowej podstępnie rozbroił i wymordował 18 partyzantów Armii Krajowej, a 13 dalszych zranił.
- 6 maja:
  - w Warszawie dokonano nieudanego zamachu na SS-Sturmbannführera Waltera Stamma; w walce poległo ośmiu żołnierzy oddziału AK „Agat”.
  - pod Graużyszkami oddziały Okręgu Wileńskiego AK stoczyły zwycięską bitwę z oddziałami litewskiego korpusu generała Povilasa Plechavičiusa.
- 9/10 maja – w nocy oddział UPA dokonał masakry polskiej ludności we wsi Derżów.
- 13 maja:
  - 215 amerykańskich bombowców dokonało bombardowania Szczecina.
  - rozpoczęła się bitwa pod Murowaną Oszmianką, w której AK pokonała kolaboracyjny Litewski Korpus Lokalny.
- 14 maja – nierozstrzygnięta bitwa pod Rąblowem pomiędzy polsko-radzieckimi oddziałami partyzanckimi a siłami niemieckimi.
- 16 maja – w bitwie pod Sucharami batalion 77. Pułku Piechoty Armii Krajowej rozbił oddział niemiecko-ukraiński.
- 20 maja – patrol AK odnalazł w okolicach Sarnak nad Bugiem niewybuch niemieckiej rakiety V-2.
- 22 maja – jednostka UPA dokonała masakry w Bryńcach Górnych, zginęło od 120 do 145 osób.
- 24 maja – w Szymbarku w odwecie za zastrzelenie Niemca rozstrzelano 10 działaczy z Tajnej Organizacji Wojskowej „Gryf Pomorski”.
- 31 maja – na Wiśle w okolicach Machowa partyzanci zatopili statek „Tannenberg” transportujący żołnierzy niemieckich.
- 5 czerwca – niemiecka żandarmeria pacyfikuje Olszankę w gminie Czajki; ginie około 100 mieszkańców, wieś zostaje doszczętnie spalona.
- 6 czerwca – Armia Czerwona przekroczyła pod Sarnami w dawnym województwie wołyńskim przedwojenną granicę Polski.
- 11 czerwca – zbrodnia w Szołomyi koło Lwowa dokonana przez oddziały leśne Armii Krajowej na ludności ukraińskiej.
- 13 czerwca – kierownik Wydziału Informacji Biura Informacji i Propagandy AK, prezes Stronnictwa Demokratycznego Jerzy Makowiecki oraz jego żona Zofia zostali uprowadzeni z mieszkania w Warszawie i zastrzeleni w okolicach wsi Górce (obecnie osiedle warszawskiej dzielnicy Bemowo). W tym samym czasie zastrzelono w jego mieszkaniu w Warszawie historyka i pracownika wydziału kierowanego przez Makowieckiego Ludwika Widerszala. Egzekucji podejrzewanych o współpracę z radzieckim wywiadem Makowieckiego i Widerszala dokonano z inspiracji oficerów kontrwywiadu AK związanych z obozem nacjonalistycznym, bez zgody Komendy Głównej AK, Delegata Rządu na Kraj i Państwowego Korpusu Bezpieczeństwa.
- 14 czerwca – doszło do bitwy na Porytowym Wzgórzu, największej bitwy partyzanckiej na ziemiach polskich.
- 16 czerwca:
  - w Puszczy Solskiej na Lubelszczyźnie Niemcy rozpoczęli przeciwpartyzancką operację Sturmwind II.
  - w walce z Niemcami pod wsią Jewłasze na Nowogródczyźnie zginął mjr Jan Piwnik ps. „Ponury”.
  - napad UPA na pociąg osobowy na trasie Bełżec-Rawa Ruska, w trakcie którego zamordowano 41-75 Polaków.
- 20 czerwca:
  - zgodnie z wyrokiem Polskiego Państwa Podziemnego za zdradę został powieszony Eugeniusz Świerczewski, agent Gestapo wewnątrz Armii Krajowej, sprawca aresztowania generała Stefana Roweckiego „Grota”.
  - Litewski oddział pomocniczy policji niemieckiej, w odwecie za śmierć 4 litewskich policjantów w starciu z 5. Wileńską Brygadą AK, dokonał masakry 38 Polaków w Glinciszkach na Wileńszczyźnie.
- 22 czerwca – we wsi Jaminy koło Augustowa Niemcy rozstrzelali 24 mieszkańców w odwecie za zabicie niemieckiego żandarma.
- 23 czerwca:
  - rozpoczęła się likwidacja getta łódzkiego.
  - 5. Wileńska Brygada AK, w odwecie za zabicie przez litewską policję 3 dni wcześniej 38 Polaków w Glinciszkach, dokonała masakry 27 osób w zamieszkanej głównie przez Litwinów wsi Dubinki.
- 26 czerwca – powstanie zamojskie: klęska polskich oddziałów partyzanckich w bitwie pod Osuchami.
- 4 lipca – zbrodnia na Rapach. Polscy partyzanci, jeńcy wojenni z bitwy pod Osuchami zostali rozstrzelani przez Niemców w lesie na obrzeżach Biłgoraja.
- 7 lipca – operacja „Ostra Brama”. Oddziały Armii Krajowej w sile 15 tys. żołnierzy brały udział w walkach o Wilno razem z Armią Czerwoną. Po zakończeniu walk polskie oddziały zbrojne zostały rozbrojone i internowane przez NKWD.
- 8 lipca – rząd na emigracji upoważnił Delegaturę Rządu i Komendę Główną AK do ogłoszenia powstania w Warszawie.
- 11 lipca – w Krakowie miał miejsce nieudany zamach na Wilhelma Koppe, dowódcę SS i Policji w Generalnym Gubernatorstwie.
- 14/15 lipca – ZSRR określił po raz pierwszy postulowany przez siebie przebieg przyszłej zachodniej granicy Polski.
- 21 lipca:
  - w Moskwie powstał zależny od Stalina Polski Komitet Wyzwolenia Narodowego (PKWN – przewodniczący Edward Osóbka-Morawski, zastępcy Wanda Wasilewska i Andrzej Witos).
  - utworzono Resort Bezpieczeństwa Publicznego PKWN.
- 22 lipca:
  - został ogłoszony tekst, zredagowanego dzień wcześniej w Moskwie i zatwierdzonego przez Józefa Stalina, Manifestu PKWN.
  - Akcja „Burza” we Lwowie: 5 Dywizja Piechoty AK „Dzieci Lwowskich” i 14. Pułk Ułanów Jazłowieckich AK rozpoczęły walki o Lwów.
  - 300 więźniów zostało zamordowanych na lubelskim zamku przez wycofujących się hitlerowców.
- 22–28 lipca – akcja „Burza” we Lwowie. Oddziały AK, wspierając jako jednostki piechoty zmotoryzowane oddziały Armii Czerwonej, przyczyniły się znacznie do wyzwolenia Lwowa. Po zakończeniu walk oddziały AK zostały rozbrojone, zaś dowódcy wezwani przez sowietów na naradę, aresztowani i uwięzieni.
- 22-30 lipca – Akcja „Burza” na Lubelszczyźnie. W ciągu 9 dni zaciętych walk oddziały AK samodzielnie wyzwoliły: Bełżec, Kock, Lubartów, Poniatową, Szczebrzeszyn, Urzędów, Wąwolnicę i Zamość.
- 23 lipca:
  - wyzwolono obóz koncentracyjny w Majdanku, na terenie obozu Rosjanie natychmiast utworzyli obóz filtracyjny NKWD dla żołnierzy AK i NSZ, wykorzystując w tym celu infrastrukturę hitlerowską.
  - PKWN wydał dekret o podporządkowaniu spraw dotyczących AK.
- 25/26 lipca – nocą została przeprowadzona akcja Most III, polegająca na dostarczeniu kurierów Rządu RP na uchodźstwie na tereny okupowanej Polski i w drodze powrotnej zabranie elementów zdobytego nad Bugiem pocisku V-2 oraz kurierów.
- 27 lipca – podpisano polsko-radzieckie porozumienie graniczne.
- 30 lipca:
  - Armia Krajowa wyzwoliła Mińsk Mazowiecki.
  - nadająca z Moskwy Radiostacja im. Tadeusza Kościuszki wyemitowała czterokrotnie odezwę wzywającą ludność Warszawy do powstania.
- 1 sierpnia:
  - 1 sierpnia – wybuchło powstanie warszawskie.
  - siedzibę PKWN przeniesiono do Lublina.
- 3 sierpnia – bitwa pod Truskawką oddziałów Grupy Kampinos i Wehrmachtu.
- 4 sierpnia – pacyfikacja wsi Lipno przez włascowców.
- 6 sierpnia – pierwszy napad UPA na Baligród.
- 8 sierpnia – pierwsza audycja radiostacji AK „Błyskawica”.
- 9–16 sierpnia – w okolicach Studzianek pod Kozienicami doszło do bitwy pancernej jednostek polskiej 1 Brygady Pancernej im. Bohaterów Westerplatte i radzieckiej 8. Armii 1. Frontu Białoruskiego z niemiecką 1. Dywizją Pancerno-Spadochronową „Hermann Göring”.
- 11 sierpnia – Niemcy spacyfikowali wieś Skłody Borowe na Podlasiu, mordując 21 osób.
- 16 sierpnia – napad UPA na Muczne.
- 21 sierpnia
  - pod Surkontami doszło do pierwszej po 1939 roku regularnej bitwy pomiędzy oddziałami Armii Krajowej i Armii Czerwonej.
  - PKWN wydał dekret w sprawie powołania władz administracyjnych I i II instancji (przywracał przedwojenną strukturę organów administracyjnych i uchylał podział administracyjny okupacyjnych władz niemieckich).
- 22 września – PKWN zawarł z Litewską SRR tzw. układ republikański.
- 23 sierpnia – 250 polskich oficerów więzionych przez NKWD na Majdanku zostało wywiezionych do łagrów w ZSRR.
- 24 sierpnia – PKWN wydał dekret o wprowadzeniu do obiegu prawnego środka płatniczego z napisem Narodowy Bank Polski.
- 29 sierpnia – Niemcy zlikwidowali getto żydowskie w Łodzi.
- 30 sierpnia – 30. dzień powstania warszawskiego: częściowa ewakuacja kanałami załogi Starego Miasta do Śródmieścia.
- 31 sierpnia – PKWN wydał dekret o karach dla faszystowsko-hitlerowskich zbrodniarzy i zdrajców narodu polskiego.
- 2 września – 33 dzień powstania warszawskiego: powstańcy zakończyli obronę Starego Miasta. Upadła Kolumna Zygmunta, rażona pociskami z czołgu niemieckiego.
- 6 września – PKWN wydał dekret o reformie rolnej nacjonalizujący majątki większe niż 50 ha.
- 9 września:
  - 40. dzień powstania warszawskiego: dobrowolna ewakuacja z miasta 8000 ludzi. Silne ataki hitlerowców skierowane na północne Śródmieście i Czerniaków.
  - PKWN zawarł tzw. układy republikańskie z Białoruską SRR i Ukraińską SRR.
- 11 września – Krajowa Rada Narodowa uchwaliła ustawę o organizacji i zakresie działania rad narodowych.
- 13 września – zburzony został Most Kierbedzia.
- 21 września – Centralny Komitet Ludowy uznaje Polski Komitet Wyzwolenia Narodowego za rząd tymczasowy.
- 23 września – wydano dekret PKWN – Kodeks Karny Wojska Polskiego.
- 25 września – 56. dzień powstania warszawskiego: w nocy wycofała się kanałami z Mokotowa do Śródmieścia część żołnierzy, ludności i władz cywilnych.
- 30 września
  - pod naciskiem Wielkiej Brytanii ze stanowiska Naczelnego Wodza odwołano generała Kazimierza Sosnkowskiego.
  - front wschodni: miały miejsce bitwa pod Uniowem i starcie w Pniatyniu.
- 1 października – 62. dzień powstania warszawskiego: tymczasowe zawieszenie broni, Śródmieście opuściło 8 tys. osób, gdy liczbę ludności podlegającej ewakuacji strona niemiecka oszacowała na 200-250 tys.; po upadku Mokotowa i Żoliborza generał Komorowski ps. „Bór” zapowiedział wszczęcie rozmów kapitulacyjnych, do prowadzenia negocjacji zostali wyznaczeni Kazimierz Iranek-Osmecki ps. „Jarecki”, Zygmunt Dobrowolski ps. „Zyndram” i Franciszek Herman ps. „Bogusławski”.
- 2/3 października – w Ożarowie podpisano honorowy akt o kapitulacji powstania warszawskiego. Rozpoczęto systematyczne wyburzanie miasta.
- 3 października – Leopold Okulicki objął stanowisko Komendanta Głównego Armii Krajowej.
- 4 października – Rada Ministrów podjęła uchwałę o żałobie narodowej z powodu kapitulacji Warszawy.
- 5 października – ostatnie oddziały Armii Krajowej opuszczają Warszawę po kapitulacji powstania warszawskiego.
- 7 października:
  - utworzono Milicję Obywatelską pod kierownictwem Franciszka Jóźwiaka i Państwowy Urząd Repatriacyjny.
  - w obozie Auschwitz-Birkenau doszło do największego w historii obozu buntu. Zginęło 451 więźniów.
- 7/8 października – w nocy oddziały AK podjęły nieudaną próbę rozbicia więzienia MBP na zamku w Rzeszowie.
- 9 października – Heinrich Himmler wydał rozkaz całkowitego zburzenia Warszawy.
- 12 października – premier rządu RP Stanisław Mikołajczyk przybył do Moskwy w trakcie rozmów Stalin-Churchill.
- 12/13 października – w nocy dwóch oficerów wywodzących się z AK wyprowadziło z koszar do konspiracji 636 żołnierzy 31 Pułku Piechoty LWP. Była to największa tego typu dezercja z Ludowego Wojska Polskiego.
- 15 października – ukazało się pierwsze wydanie Życia Warszawy.
- 17 października – obraz Jana Matejki Bitwa pod Grunwaldem, który w czasie wojny był ukryty w podlubelskiej wsi, został przekazany kierownikowi resortu kultury i sztuki przy PKWN.
- 23 października – utworzono Uniwersytet Marii Curie-Skłodowskiej w Lublinie.
- 27 października – w odwecie za zamordowanie dwóch polskich rodzin przez UPA funkcjonariusze Milicji Obywatelskiej dokonali masakry około 30 Ukraińców w Peresołowicach koło Hrubieszowa.
- 30 października – PKWN wydał dekret o ochronie państwa.
- 11 listopada – Łódź zyskała rangę miasta wydzielonego (mimo iż jego wyzwolenie nastąpiło ponad 2 miesiące później – 19 stycznia 1945).
- 12 listopada – powstał Centralny Komitet Żydów Polskich.
- 20 listopada:
  - PKWN wydał dekret o przekształceniu Polskiego Radia w przedsiębiorstwo państwowe.
  - z powodu zbliżania się linii frontu Adolf Hitler opuścił Wilczy Szaniec pod Kętrzynem.
- 23 listopada – PKWN wydał dekret o organizacji samorządu terytorialnego.
- 24 listopada – doszło do najtragiczniejszej w dziejach polskich kolei katastrofy w Barwałdzie Średnim.
- 29 listopada – po dymisji Stanisława Mikołajczyka premierem Rządu RP został Tomasz Arciszewski, niepodległościowy działacz PPS.
- 1 grudnia – ukazał się pierwszy numer Polskiej Kroniki Filmowej.
- 2 grudnia – Sąd Specjalny w Lublinie skazał na karę śmierci 5 zbrodniarzy z Majdanka.
- 12 grudnia – PKWN wydał dekret o nacjonalizacji lasów.
- 21 grudnia – Leopold Okulicki został dowódcą Armii Krajowej.
- 22 grudnia – 82 Polaków zostało zamordowanych przez UPA w Toustobabach na Wołyniu.
- 23 grudnia – oddział SS przeprowadził pacyfikację wsi Ochotnica Dolna w powiecie nowotarskim, zabijając 56 osób.
- 24 grudnia – 89 Polaków zostało zamordowanych przez UPA w Ihrowicy na Podolu.
- 26 grudnia – zakończono akcję cichociemnych.
- 28 grudnia:
  - wprowadzono wojenną cenzurę korespondencji i rozmów telefonicznych.
  - miał miejsce ostatni zrzut Cichociemnych.
- 29 grudnia – zburzenie Warszawy: zakończono wysadzanie w powietrze Pałacu Saskiego (27-29 grudnia).
- 31 grudnia – w Lublinie KRN powołała w miejsce PKWN Rząd Tymczasowy Rzeczypospolitej Polskiej. Premierem został Edward Osóbka-Morawski, wicepremierem Władysław Gomułka.
- 31 grudnia/1 stycznia – zbrodnia w Uhryńkowcach (powiat zaleszczycki) popełniona w nocy przez oddziały powstańców UPA i SKW na ok. 150 Polakach.

## Pozostałe wydarzenia na świecie
- 3 stycznia – William Tubman został prezydentem Liberii.
- 4 stycznia – kampania włoska: początek bitwy o Monte Cassino.
- 8 stycznia – dokonano oblotu amerykańskiego myśliwca Lockheed F-80 Shooting Star.
- 11 stycznia – wykonano, wydany przez trybunał marionetkowej Republiki Salò, wyrok śmierci na 5 członkach Wielkiej Rady Faszystowskiej, którzy w lipcu 1943 r. głosowali za usunięciem Benito Mussoliniego; straceni zostali m.in. zięć Duce Galeazzo Ciano, były minister spraw zagranicznych Italii, oraz marszałek Emilio De Bono.
- 13 stycznia – została powołana Komisja Nikołaja Burdenki, która miała udowodnić, że zbrodnia katyńska na polskich oficerach dokonana wiosną 1940 roku przez NKWD, została popełniona przez Niemców w 1941 roku.
- 15 stycznia – ponad 10 tys. osób zginęło w trzęsieniu ziemi w San Juan w Argentynie.
- 16 stycznia – Francja: znacjonalizowano zakłady Renault, produkujące samochody osobowe, ciężarowe, maszyny rolnicze.
- 17 stycznia – kampania włoska: rozpoczęła się wielomiesięczna bitwa o Monte Cassino.
- 21 stycznia – japoński statek „Ikoma Maru”, przewożący 611 indyjskich jeńców wojennych, został zatopiony przez amerykański okręt podwodny USS „Seahorse”. Zginęło 418 jeńców.
- 22 stycznia – kampania włoska: wojska alianckie rozpoczęły mającą na celu ominięcie linii Gustawa operację Shingle.
- 26 stycznia – opublikowano komunikat z prac Komisji Nikołaja Burdenki w sprawie zbrodni katyńskiej, wskazujący na winę Niemców i zawierający zawyżone dane na temat liczby ofiar zbrodni pochowanych w Katyniu.
- 27 stycznia – Armia Czerwona zlikwidowała trwającą 900 dni niemiecką blokadę Leningradu.
- 1 lutego – trzęsienie ziemi w rejonie tureckiego miasta Bolu zabiło 4600 osób.
- 12 lutego – Adolf Hitler wydał rozkaz usunięcia ze stanowiska szefa Abwehry admirała Wilhelma Canarisa.
- 14 lutego – wybuchło powstanie antyjapońskie na Jawie.
- 15 lutego – kampania włoska: rozpoczęła się druga bitwa o Monte Cassino.
- 17 lutego – Amerykanie rozpoczęli atak na wyspę Truk.
- 18 lutego – na zachód od Pilawy zatonął, najprawdopodobniej przy zanurzaniu, niemiecki okręt podwodny U-7; zginęła cała 28-osobowa załoga.
- 20 lutego:
  - członkowie norweskiego ruchu oporu zatopili na jeziorze Tinnsjå prom SF „Hydro” przewożący 16 ton ciężkiej wody, niezbędnej do produkcji niemieckiej broni atomowej.
  - Iwan Koniew został mianowany marszałkiem Związku Radzieckiego.
- 22 lutego – amerykańskie lotnictwo dokonało omyłkowych bombardowań holenderskich miast: Nijmegen, Arnhem, Enschede i Deventer.
- 23 lutego – rozpoczęły się masowe deportacje Czeczenów i Inguszy do radzieckich republik w Azji Środkowej.
- 25 lutego – amerykański okręt podwodny USS „Rasher” zaatakował japoński konwój u wybrzeży Bali, zatapiając statki towarowe: „Tango Maru” wraz z 3,5 tys. jawajskich robotników i alianckich jeńców wojennych oraz „Ryūsei Maru” wraz z 5 tys. japońskich żołnierzy.
- 29 lutego:
  - wojna na Pacyfiku: rozpoczęły się walki o Wyspy Admiralicji.
  - na poligonie w Peenemünde dokonano pierwszego udanego wystrzelenia rakietowego pocisku przeciwlotniczego Wasserfall.
- 2 marca – odbyła się 16. ceremonia wręczenia Oscarów.
- 7 marca:
  - w ramach stalinowskich represji wobec Czeczenów i Inguszy, oskarżanych o popieranie atakującego radziecki Kaukaz Wehrmachtu, została zlikwidowana Czeczeńsko-Inguska Autonomiczna Socjalistyczna Republika Radziecka, a jej obszary włączono w skład Kraju Stawropolskiego.
  - wszedł do służby japoński lotniskowiec „Taihō”.
- 9 marca – zakończyła się tzw. operacja „Soczewica” przeprowadzona w celu deportacji Czeczenów i Inguszy do republik środkowoazjatyckich.
- 10 marca:
  - w Moskwie powstała rządowa agencja prasowa Polpress, utworzona przez Związek Patriotów Polskich.
  - oddziały AK i BCh dokonały w Sahryniu mordu ukraińskich mieszkańców.
  - otwarto Park Meir w Tel Awiwie.
- 13 marca – wybuch Wezuwiusza.
- 15 marca:
  - kampania włoska: rozpoczęła się trzecia bitwa o Monte Cassino.
  - ustanowiono hymn ZSRR, który zastąpił Międzynarodówkę.
- 16 marca – w ZSRR utworzona została 1. Armia Polska.
- 17 marca – na nadbrzeżu portu w Kaviengu na Nowej Irlandii japońscy żołnierze zamordowali co najmniej 32 cywilów europejskiego pochodzenia.
- 19 marca:
  - w związku z próbami wycofania się z wojny przez Węgry rozpoczęła się niemiecka okupacja tego kraju.
  - niemiecki okręt podwodny U-1059 został zatopiony na południowy zachód od Wysp Zielonego Przylądka bombami głębinowymi przez samoloty Grumman Avenger i Wildcat z lotniskowca eskortowego USS „Block Island”. Zginęło 47 członków załogi, 8 (wśród nich ranny dowódca) zostało wziętych do niewoli.
- 20 marca – przebywający na emigracji w Londynie król Jugosławii Piotr II ożenił się z księżniczką grecką Aleksandrą.
- 23 marca – 33 żołnierzy SS zginęło w wyniku ataku partyzantów w Rzymie.
- 24 marca – w Grotach Ardeatyńskich na przedmieściach Rzymu Niemcy rozstrzelali 335 Włochów i Żydów. Zbrodni dokonano w odwecie za zamach na kolumnę niemieckiej policji, przeprowadzony dzień wcześniej przez członków włoskiego ruchu oporu.
- 27 marca – około 1800 osób, głównie kobiet i dzieci, zostało zamordowanych w getcie żydowskim w Kownie.
- 30 marca – 545 lotników zginęło, a 152 dostało się do niewoli w wyniku zestrzelenia 95 spośród 795 brytyjskich bombowców, biorących udział w nalocie na Norymbergę. Była to najtragiczniejsza akcja w historii RAF Bomber Command.
- 6 kwietnia – oddział Gestapo pod dowództwem Klausa Barbiego, za zgodą administracji terytorialnej rządu Vichy, dokonał zatrzymania 44 żydowskich dzieci i ich 7 opiekunów, ukrywanych w domu żydowskiego małżeństwa Zlatinów w miasteczku Izieu w departamencie Ain. Spośród 51 zatrzymanych osób końca wojny dożyła tylko jedna z opiekunek.
- 8 kwietnia:
  - Armia Czerwona rozpoczęła wyzwalanie Krymu.
  - polsko-radziecka obrona przeciwlotnicza odparła niemiecki atak na stację kolejową Darnica koło Kijowa.
- 10 kwietnia – wojska radzieckie wyzwoliły Odessę.
- 13 kwietnia – ZSRR i Nowa Zelandia nawiązały stosunki dyplomatyczne.
- 14 kwietnia – brytyjski frachtowiec SS „Fort Stikine” z 800 tonami amunicji eksplodował w porcie w Bombaju. Zginęło około 800 osób, około 3000 zostało rannych.
- 16 kwietnia – ponad 1100 osób zginęło w wyniku bombardowania Belgradu przez lotnictwo brytyjskie i amerykańskie.
- 19 kwietnia – w Kazanłyku w Bułgarii odkryto murowany, tracki grobowiec kurhanowy z okresu hellenistycznego (datowany na ok. 310–290 p.n.e.).
- 20 kwietnia – w norweskim porcie Bergen w wyniku eksplozji materiałów wybuchowych na skonfiskowanym przez Niemców holenderskim trawlerze ST „Voorbode” zginęło 160 osób, a około 5 tysięcy zostało rannych.
- 21 kwietnia – kobiety we Francji uzyskały prawo do głosowania.
- 22 kwietnia – na polecenie Winstona Churchilla w radiu BBC odegrano po raz pierwszy za granicą nowy hymn ZSRR.
- 28 kwietnia – front zachodni: w trakcie ćwiczeń przed planowanym lądowaniem w Normandii (operacja „Tygrys”), w wyniku ataku dziewięciu niemieckich kutrów torpedowych na służące do przewozu czołgów amerykańskie okręty desantowe LST(inne języki) zginęło 946 osób.
- 30 kwietnia:
  - kampania włoska: w wyniku alianckiego bombardowania miasta Alessandria zginęło 238 osób.
  - wojna na Pacyfiku: amerykański atak na Truk w archipelagu Karolinów.
- 2 maja – bitwa o Atlantyk: niemiecki okręt podwodny U-959 zatonął trafiony bombami głębinowymi zrzuconymi przez brytyjski samolot Fairey Swordfish z lotniskowca eskortowego HMS „Fencer”; zginęła cała 53 osobowa załoga.
- 3 maja:
  - u wybrzeży Somalii brytyjskie samoloty uszkodziły bombami głębinowymi niemiecki okręt podwodny U-852, zmuszając go do wynurzenia. Zdobycie dziennika pokładowego okrętu umożliwiło postawienie przed sądem pięciu członków załogi, oskarżonych o zbrodnię wojenną popełnioną na rozbitkach ze storpedowanego 13 marca 1944 roku na Atlantyku greckiego parowca SS „Peleus”.
  - premiera filmu Idąc moją drogą.
- 7 maja – założono meksykański klub piłkarski Puebla F.C.
- 8 maja – Armia Czerwona wyzwoliła Sewastopol.
- 9 maja – Andrés Ignacio Menéndez został po raz drugi prezydentem Salwadoru.
- 10 maja – Filadelfia: na XXVI Międzynarodowej Konferencji Pracy przyjęto Deklarację Filadelfijską.
- 11 maja – kampania włoska: rozpoczęła się czwarta, ostatnia faza bitwy pod Monte Cassino.
- 12 maja:
  - kampania włoska: rozpoczął się polski szturm na Monte Cassino.
  - front wschodni: kapitulacja ostatnich jednostek niemieckich na Krymie.
- 18 maja:
  - kampania włoska: żołnierze 2. Korpusu Polskiego pod dowództwem generała Władysława Andersa zdobyli Monte Cassino, wśród Polaków zginęło 924 walczących, 2930 zostało rannych, 345 uznano za zaginionych.
  - na rozkaz Stalina rozpoczęło się wysiedlanie Tatarów z Półwyspu Krymskiego.
  - brygady SS spaliły 6 wiosek w południowo-zachodniej Słowenii.
  - zwycięstwem Amerykanów zakończyły się walki o Wyspy Admiralicji.
- 21 maja – powstał chilijski klub piłkarski Deportes Naval.
- 24 maja – na Islandii przeprowadzono referendum w sprawie przyszłości i ustroju politycznego kraju. W rezultacie referendum zerwano unię personalną z Danią, przestało istnieć Królestwo Islandii, proklamowano republikę.
- 25 maja – nieudana niemiecka operacja „Rösselsprung”, przeciw Kwaterze Głównej Narodowej Armii Wyzwolenia Jugosławii.
- 27 maja – wojna na Pacyfiku: alianci zaatakowali wyspę Biak.
- 3 czerwca – Charles de Gaulle został Przewodniczącym Rządu Tymczasowego Republiki.
- 4 czerwca:
  - papież Pius XII zawierzył Rzym Matce Bożej Salus Populi Romani w obliczu starcia wojsk niemieckich z alianckimi[2].
  - kampania włoska: wojska amerykańskie wkroczyły do Rzymu.
  - niemiecki okręt podwodny U-505, wraz z m.in. księgami szyfrów, został przejęty przez Amerykanów u wybrzeży Wysp Zielonego Przylądka.
- 6 czerwca:
  - rozpoczęło się lądowanie aliantów w Normandii – największa operacja desantowa w historii wojen.
  - założono Alaska Airlines.
- 9 czerwca:
  - front zachodni: taktyczne zwycięstwo Aliantów w bitwie morskiej koło wyspy Ouessant na kanale La Manche.
  - w miejscowości Tulle w środkowej Francji Niemcy powiesili na latarniach i balustradach balkonowych 99 cywilów.
  - premiera horroru science fiction Zemsta niewidzialnego człowieka w reżyserii Forda Beebe’a.
- 10 czerwca:
  - 642 mieszkańców Oradour-sur-Glane we Francji zostało zamordowanych przez Niemców w odwecie za zabicie oficera SS.
  - 218 mieszkańców greckiej wioski Distomo zostało zamordowanych przez żołnierzy 4. Dywizji Grenadierów Pancernych SS Polizei.
- 13 czerwca – front zachodni: pod Villers-Bocage w Dolnej Normandii pojedynczy czołg Tiger dowodzony przez Michaela Wittmanna zniszczył w ciągu 20 minut 21 pojazdów (czołgów, transporterów opancerzonych i ciężarówek) należących do brytyjskiego 4. Pułku Pancernego County of London Yeomanry.
- 13/14 czerwca – w nocy pierwszy pocisk V1 spadł na Londyn.
- 15 czerwca:
  - wojna na Pacyfiku: rozpoczęły się walki o archipelag Marianów.
  - bitwa o Atlantyk: u wybrzeży Norwegii brytyjski okręt podwodny HMS „Satyr”(inne języki) zatopił niemieckiego U-Boota U-987; zginęła cała 53-osobowa załoga.
- 16 czerwca – w Karolinie Południowej stracono George’a Stinneya, najmłodszą ofiarę krzesła elektrycznego.
- 17 czerwca – proklamowano Republikę Islandii, ostatecznie uniezależniając ją od władzy Danii.
- 19 czerwca – wojna na Pacyfiku: rozpoczęła się bitwa na Morzu Filipińskim.
- 20 czerwca – wojna na Pacyfiku: zwycięstwo floty amerykańskiej w bitwie na Morzu Filipińskim.
- 22 czerwca – front wschodni: Armia Czerwona rozpoczęła ofensywę białoruską (operacja Bagration).
- 24 czerwca – japoński statek „Tamahoko Maru” został zatopiony w pobliżu Nagasaki przez amerykański okręt podwodny USS „Tang”, co spowodowało śmierć 560 alianckich jeńców wojennych.
- 25 czerwca-9 lipca – wojna fińsko-radziecka: bitwa pod Tali-Ihantala w której armia fińska skutecznie odparła atak armii czerwonej. Dzięki temu Finlandii udało się zachować niepodległość.
- 26 czerwca:
  - ponad 100 osób zginęło, a 60 zostało rannych w wyniku brytyjskiego nalotu bombowego na San Marino.
  - japoński statek „Harugiku Maru”, przewożący około 1200 alianckich jeńców wojennych, został zatopiony w Cieśninie Malakka przez brytyjski okręt podwodny HMS „Truculent”(inne języki). Zginęło około 180 jeńców.
- 28 czerwca – zwodowano amerykański lotniskowiec USS „Randolph”.
- 30 czerwca – we Włoszech utworzono Czarne Brygady.
- 1 lipca – rozpoczęła się konferencja w Bretton Woods.
- 3 lipca – w ramach operacji Bagration Armia Czerwona wyzwoliła Mińsk.
- 6 lipca – 168 osób zginęło, a ponad 700 zostało rannych w pożarze cyrku w Hartford (Connecticut).
- 7 lipca – w Göteborgu, Szwed Gunder Hägg ustanowił rekord świata w biegu na 1500 m wynikiem 3:43,0 s.
- 8 lipca – w ZSRR wprowadzono order Matka-bohater.
- 17 lipca – w wyniku wybuchu amunicji w Port Chicago w Kalifornii zginęło 320 osób, 390 zostało rannych.
- 18 lipca – premier Japonii Hideki Tōjō podał się do dymisji.
- 20 lipca – nieudany zamach na Hitlera w jego kwaterze w Kętrzynie.
- 21 lipca – w Moskwie powstał Polski Komitet Wyzwolenia Narodowego (przewodniczący Edward Osóbka-Morawski, zastępcy Wanda Wasilewska i Andrzej Witos).
- 22 lipca – podczas konferencji w Bretton Woods został utworzony Międzynarodowy Fundusz Walutowy.
- 1 sierpnia – Anne Frank dokonała ostatniego wpisu w swym pamiętniku.
- 2 sierpnia – została utworzona Socjalistyczna Republika Macedonii.
- 3 sierpnia – żołnierze niemieccy bez sądu zamordowali w Rignano sull’Arno żonę i dwie córki Roberta Einsteina (kuzyna Alberta Einsteina)
- 4 sierpnia:
  - Carl Gustaf Mannerheim został prezydentem Finlandii.
  - Gestapo aresztowało w Holandii Annę Frank i jej rodzinę.
  - japoński statek „Koshu Maru” został zatopiony w Cieśninie Makasarskiej przez amerykański okręt podwodny USS „Ray”. Zginęły 1540 osoby, w większości robotnicy przymusowi z Jawy.
- 7 sierpnia – rozpoczęła się bitwa pod Falaise.
- 10 sierpnia – 10. dzień powstania warszawskiego: BBC nadało ostrzeżenie we wszystkich językach europejskich pod adresem hitlerowców i osób pracujących w aparacie III Rzeszy.
- 12 sierpnia – we Włoszech żołnierze Waffen-SS spacyfikowali toskańską wieś Sant’Anna di Stazzema(inne języki), mordując około 560 osób, w tym ponad 110 dzieci.
- 15 sierpnia – operacja Dragoon: wojska amerykańskie (7.Armia), francuskie, brytyjskie i kanadyjskie wylądowały na południu Francji (pomiędzy Cannes a Tulonem).
- 18 sierpnia – wojna na Pacyfiku: amerykański okręt podwodny zatopił japoński lotniskowiec Taiyō.
- 19 sierpnia – wybuch powstania paryskiego.
- 21 sierpnia – dokonano oblotu amerykańskiego myśliwca Grumman F8F Bearcat.
- 23 sierpnia:
  - król Rumunii Michał I wydał rozkaz aresztowania pronazistowskiego premiera Iona Antonescu i zadeklarował rozejm z ZSRR.
  - w miejscowości Freckleton, w północno-zachodniej Anglii, podczas próby lądowania na pobliskim lotnisku spadł na zabudowania i eksplodował amerykański bombowiec B-24 Liberator. Zginęło 61 osób, w tym 38 dzieci.
  - wojska alianckie zdobyły Marsylię.
- 25 sierpnia:
  - zakończyło się tzw. powstanie w Paryżu, wyzwolenie Paryża.
  - Rumunia wypowiedziała wojnę Niemcom.
- 26 sierpnia – Bułgarska Partia Komunistyczna rozpoczęła zbrojne powstanie przeciwko proniemieckiemu rządowi.
- 27 sierpnia:
  - w Sztokholmie, Szwedka Anna Larsson ustanowiła rekord świata w biegu na 800 m wynikiem 2:15,9 s.
  - amerykańska 7. Armia opanowała Marsylię.
- 29 sierpnia – rozpoczęło się powstanie narodowe na Słowacji.
- 31 sierpnia – wojska radzieckie zajęły Bukareszt.
- 1 września – w Sztokholmie zaprezentowano samochód osobowy Volvo PV444.
- 3 września – francuscy maquis wyzwolili Lyon.
- 5 września – ZSRR wypowiedziało wojnę Bułgarii.
- 6 września – Bułgaria wypowiedziała wojnę III Rzeszy.
- 7 września – japoński statek „Shin’yō Maru” został zatopiony u wybrzeży Mindanao przez amerykański okręt podwodny USS „Paddle”. Przewoził około 750 amerykańskich jeńców wojennych, spośród których 667 poniosło śmierć.
- 8 września – pierwsza niemiecka rakieta V-2 uderzyła w Londyn.
- 9 września – komunistyczny bułgarski Front Ojczyźniany dokonał przewrotu, obalając proniemiecki rząd.
- 11 września – wskutek eksplozji metanu w kopalni węgla kamiennego w niemieckim Bergkamen zginęło 107 górników, głównie rosyjskich robotników przymusowych.
- 12 września:
  - pierwotny podział Berlina na trzy strefy okupacyjne.
  - wstępne ustalenia rozejmowe z Rumunią po II wojnie światowej.
  - amerykańskie okręty podwodne rozbiły japoński konwój HI-72, zatapiając sześć statków i okrętów, w tym piekielne statki „Rakuyō Maru” i „Kachidoki Maru”, na których zginęło blisko 1,5 tys. alianckich jeńców wojennych.
- 17 września – początek operacji Market Garden.
- 18 września – japoński statek „Jun’yō Maru” został zatopiony u wybrzeży Sumatry przez brytyjski okręt podwodny HMS „Tradewind”(inne języki). Zginęło około 5,6 tys. osób, w większości alianckich jeńców i robotników przymusowych z Jawy.
- 19 września – Moskwa: Finlandia i ZSRR zawarły rozejm. Finowie podjęli walkę z Niemcami.
- 21 września – japoński statek „Hōfuku Maru”, przewożący 1289 alianckich jeńców wojennych, został zatopiony na Morzu Południowochińskim przez amerykańskie lotnictwo. Zginęło 1047 jeńców.
- 6 października – operacja dukielsko-preszowska: Korpus Czechosłowacki wkroczył przez Przełęcz Dukielską na terytorium Czechosłowacji.
- 7 października – przedstawiciele Egiptu, Syrii, Libanu, Iraku i Transjordanii podpisali Protokół Aleksandryjski w sprawie utworzenia Ligi Państw Arabskich.
- 11 października – ZSRR dokonał aneksji azjatyckiej republiki Tannu-Tuwa.
- 14 października:
  - odbył się zjazd założycielski Szwajcarskiej Partii Pracy.
  - zamieszany w zamach na Adolfa Hitlera feldmarszałek III Rzeszy Erwin Rommel został zmuszony do popełnienia samobójstwa.
- 15 października:
  - w Budapeszcie specjalny oddział niemieckich spadochroniarzy, dowodzonych przez Otto Skorzenego przeprowadził operację Mickey Mouse, której celem było porwanie Miklósa, syna admirała Miklosa Horthyego, regenta i faktycznego dyktatora Węgier.
  - niemieckie wojska obaliły przywódcę Węgier Miklósa Horthyego, który usiłował zawrzeć separatystyczny pokój z ZSRR (operacja Panzerfaust).
- 16 października – na Węgrzech, po odsunięciu od władzy Miklósa Horthyego, nominalną głową państwa został Ferenc Szálasi, przywódca faszystowskiego ugrupowania strzałokrzyżowców.
- 19 października – utworzenie „tymczasowego rządu narodowego” Węgier w zajętym przez wojska radzieckie Debreczynie.
- 20 października:
  - partyzanci jugosłowiańscy i oddziały Armii Czerwonej ostatecznie wyzwolili Belgrad razem z terenami Jugosławii.
  - wojska amerykańskie pod dowództwem gen. Douglasa MacArthura wylądowały na Filipinach (wyspa Leyte).
- 24 października – japoński statek „Arisan Maru”, przewożący około 1800 amerykańskich jeńców wojennych, został zatopiony na Morzu Południowochińskim przez okręt podwodny USS „Snook” lub USS „Shark”. Katastrofę przeżyło zaledwie 9 jeńców.
- 28 października – upadło słowackie powstanie narodowe.
- 29 października – dywizja gen. Maczka wyzwoliła Bredę.
- 31 października – do Wellington w Nowej Zelandii przybyła grupa 733 polskich sierot po zesłańcach syberyjskich.
- 1 listopada – w Wielkiej Brytanii powstało Towarzystwo Wegańskie (Vegan Society).
- 7 listopada – w Japonii został stracony przez powieszenie radziecki szpieg dr Richard Sorge.
- 10 listopada:
  - powstały Królewskie Norweskie Siły Powietrzne.
  - w Kolonii powieszono przywódców antynazistowskiej organizacji młodzieżowej Edelweisspiraten.
- 12 listopada – podczas nalotu bombowców Royal Air Force zatopiono niemiecki pancernik Tirpitz.
- 25 listopada – wojna na Pacyfiku: zwycięstwo wojsk amerykańskich w bitwie o Peleliu.
- 26 listopada – 168 osób zginęło wskutek uderzenia niemieckiej rakiety V2 w dom towarowy w Londynie.
- 28 listopada – Albania została ogłoszona republiką ludową i została wyzwolona.
- 4 grudnia:
  - w wyniku bombardowania Heilbronnu zginęło około 6500 osób.
  - w Atenach krwawo stłumiono dwudniowe masowe demonstracje lewicy.
- 6 grudnia – dokonano oblotu niemieckiego myśliwca odrzutowego Heinkel He 162.
- 7 grudnia – w Chicago podpisana została Konwencja o międzynarodowym lotnictwie cywilnym.
- 8 listopada:
  - zwycięstwo wojsk alianckich w bitwie o Skaldę.
  - w wyniku awarii silnika lub z powodu zestrzelenia rozbił się myśliwiec odrzutowy Me 263 pilotowany przez Waltera Nowotnego, niemieckiego asa myśliwskiego urodzonego w Austrii.
- 10 grudnia – w Moskwie zawarto sojusz radziecko-francuski.
- 13 grudnia – front zachodni: zwycięstwo wojsk amerykańskich po trzymiesięcznym starciu z Wehrmachtem i Waffen-SS w bitwie o Metz.
- 14 grudnia – w obozie jenieckim na Palawanie japońscy żołnierze zamordowali 139 amerykańskich jeńców wojennych.
- 15 grudnia:
  - nad La Manche zaginął samolot, którym leciał do Paryża amerykański muzyk Glenn Miller.
  - japoński statek „Ōryoku Maru” został zatopiony przez amerykańskie lotnictwo w Zatoce Subic u wybrzeży Luzonu, co spowodowało śmierć około 300 amerykańskich jeńców wojennych.
- 16 grudnia – Niemcy rozpoczęli ofensywę w Ardenach.
- 17–20 grudnia – w belgijskiej miejscowości Malmedy, w trakcie niemieckiej ofensywy w Ardenach, żołnierze Waffen-SS dokonali masakry amerykańskich jeńców wojennych.
- 18 grudnia:
  - ukazał się pierwszy numer francuskiego dziennika Le Monde.
  - premiera filmu Żegnaj, laleczko.
- 21 grudnia – w zdobytym przez wojska radzieckie Debreczynie węgierska koalicja antynazistowska utworzyła nowy rząd z premierem Belą Miklósem.
- 28 grudnia – Węgry wypowiedziały wojnę III Rzeszy.
- 29 grudnia – front wschodni: wojska 2. i 3. Frontu Ukraińskiego rozpoczęły półtoramiesięczne oblężenie Budapesztu.
- 30 grudnia:
  - Czechosłowacja uznała Rząd Tymczasowy RP.
  - arcybiskup Aten Damaskin został mianowany regentem do czasu powrotu króla Grecji Jerzego II.
- Powstał Krajowy Kongres Indian Amerykańskich.

## Urodzili się
- 1 stycznia:
  - Franco Agostinelli, włoski duchowny katolicki, biskup Prato
  - Zdzisław Ambroziak, polski siatkarz i dziennikarz sportowy (zm. 2004)
  - Umar al-Baszir, prezydent Sudanu
  - Ján Čarnogurský, słowacki prawnik, polityk, premier Słowacji
  - Katarzyna Dadak-Kozicka, polska etnomuzykolog
  - Genowefa Grabowska, polska prawnik i polityk, senator V kadencji, europoseł
  - Abdul Hamid, bengalski polityk
  - Zafarullah Khan Jamali, pakistański polityk, premier Pakistanu (zm. 2020)
  - Teresa Torańska, polska dziennikarka i pisarka (zm. 2013)
- 2 stycznia:
  - Anders Bodegård, szwedzki slawista (zm. 2024)
  - Aleksander Brożyniak, polski piłkarz, trener
  - Martin Drennan, irlandzki duchowny katolicki, biskup (zm. 2022)
  - Péter Eötvös, węgierski kompozytor i dyrygent (zm. 2024)
  - Jan Kubik, polski polityk, poseł na Sejm II i IV kadencji, wiceminister finansów
  - Norodom Ranariddh, kambodżański polityk (zm. 2021)
- 3 stycznia:
  - David Atherton, brytyjski dyrygent
  - Ramiro Blacutt, boliwijski piłkarz, trener (zm. 2024)
  - Janusz Chodorowski, polski polityk
  - Henryk Dederko, polski reżyser i scenarzysta
  - Apolonia Nowak, polska artystka ludowa
  - Chris von Saltza, amerykańska pływaczka
- 4 stycznia:
  - Zofia Waszkiewicz, polska historyk
  - Lewis Zeigler, liberyjski duchowny katolicki, biskup Gbarnga, arcybiskup Monrovii (zm. 2022)
  - Krzysztof Żurek, polski taternik i alpinista
- 5 stycznia – Zygfryd Kuchta, polski piłkarz ręczny
- 6 stycznia:
  - Bonnie Franklin, amerykańska aktorka (zm. 2013)
  - Tadeusz Stefan Lewandowski, polski działacz związkowy, polityk, poseł na Sejm i senator RP (zm. 2021)
  - Alan Stivell, bretoński muzyk i piosenkarz
  - Rolf Zinkernagel, szwajcarski lekarz immunolog, laureat Nagrody Nobla
- 7 stycznia:
  - Mario Bertini, włoski piłkarz
  - Wiesław Bocheński, polski zapaśnik, olimpijczyk (zm. 2021)
- 8 stycznia:
  - Terry Brooks, amerykański pisarz fantasy
  - Bohdan Zdziennicki, polski prawnik
- 9 stycznia:
  - Mieczysław Gil, polski działacz związkowy (zm. 2022)
  - Jimmy Page, brytyjski gitarzysta rockowy (Led Zeppelin)
  - Ladislav Janiga, słowacki taternik, alpinista, narciarz wysokogórski, ratownik tatrzański i przewodnik tatrzański
  - Terry McAskell, australijski hokeista na trawie
- 10 stycznia:
  - George Carter, amerykański koszykarz (zm. 2020)
  - William Sanderson, amerykański aktor
- 11 stycznia:
  - Maciej Damięcki, polski aktor (zm. 2023)
  - York Höller, niemiecki kompozytor
- 12 stycznia:
  - Martine Buron, francuska polityk i architekt
  - Zofia Charewicz, polska aktorka
  - Jay Cocks, amerykański scenarzysta i krytyk filmowy
  - Vlastimil Hort, czesko-niemiecki szachista (zm. 2025)
  - Fatos Kongoli, albański pisarz
  - Hideo Madarame, japoński kolarz
  - Inge Viett, niemiecka terrorystka (zm. 2022)
  - Klaus Wedemeier, niemiecki polityk
  - Gerard Wilk, polski tancerz (zm. 1995)
- 13 stycznia – Graham Webb, brytyjski kolarz (zm. 2017)
- 14 stycznia – Marek Houszka, polski weterynarz
- 15 stycznia – Steven Choi, amerykański polityk pochodzenia koreańskiego
- 16 stycznia:
  - Alicja Baluch, polska polonistka
  - Pierre Bernard-Reymond, francuski polityk i samorządowiec
  - Thomas Fritsch, niemiecki aktor (zm. 2021)
  - Ignacy Walenty Nendza, polski alpinista, harcmistrz (zm. 2024)
  - Andrzej Niemczyk, polski siatkarz i trener (zm. 2016)
- 17 stycznia:
  - Jan Guillou, szwedzki pisarz, dziennikarz i scenarzysta
  - Françoise Hardy, francuska piosenkarka, kompozytorka i autorka tekstów (zm. 2024)
  - Roland Hetzer, niemiecki lekarz
- 18 stycznia:
  - Tom Farrell, amerykański lekkoatleta
  - Paul Keating, australijski polityk
  - Brigitte Roesen, niemiecka lekkoatletka, skoczkini w dal
  - Alexander Van der Bellen, austriacki polityk
- 19 stycznia:
  - Shelley Fabares, amerykańska aktorka
  - Thom Mayne, amerykański architekt
  - Maciej Wisławski, polski pilot i kierowca rajdowy
- 20 stycznia:
  - Włodzimierz Szymański, polski dyrygent (zm. 2024)
  - Konstanty Ślusarczyk, polski lekarz
- 21 stycznia:
  - Emanuel Jardim Fernandes, portugalski prawnik, samorządowiec, polityk (zm. 2025)
  - Hasso Plattner, niemiecki przedsiębiorca
- 22 stycznia:
  - Jabulani Adatus Nxumalo, południowoafrykański duchowny katolicki
  - Mario Oliveri, włoski duchowny katolicki, biskup Albenga-Imperia
  - Wincenty Pycak, polski nauczyciel, ogrodnik, poseł na Sejm I kadencji
  - Angela Winkler, niemiecka aktorka
- 23 stycznia:
  - Siergiej Biełow, radziecki koszykarz (zm. 2013)
  - Rutger Hauer, holenderski aktor (zm. 2019)
- 24 stycznia:
  - Gian Franco Kasper, szwajcarski działacz sportowy (zm. 2021)
  - Andrzej Łągwa, polski aktor (zm. 2022)
  - Kevin MacDonald, amerykański psycholog
- 25 stycznia:
  - Roger Helmer, brytyjski rolnik, polityk
  - Bernard Tschumi, szwajcarski architekt, pisarz, pedagog
- 26 stycznia:
  - Angela Davis, amerykańska aktywistka feministyczna
  - Antoni Janusz Pastwa, polski rzeźbiarz i pedagog
  - Jadwiga Lipońska-Sajdak, historyk sztuki, dyrektor Muzeum Historii Katowic w latach 1981–2013
  - Jerry Sandusky, amerykański futbolista akademicki i działacz społeczny
- 27 stycznia:
  - Mairead Corrigan, irlandzka laureatka Pokojowej Nagrody Nobla
  - Nick Mason, brytyjski perkusista rockowy
  - Braulio Rodríguez Plaza, hiszpański duchowny katolicki
- 28 stycznia:
  - Ewa Freyberg, polska polityk, nauczyciel akademicki, posłanka na Sejm III kadencji
  - Vicente Jiménez Zamora, hiszpański duchowny katolicki, arcybiskup metropolita Saragossy
  - Andrew Loog Oldham, brytyjski producent muzyczny
  - John Tavener, angielski kompozytor muzyki poważnej (zm. 2013)
- 29 stycznia:
  - Amy-Cathérine de Bary, szwajcarska jeźdźczyni sportowa
  - John Onaiyekan, nigeryjski duchowny katolicki, kardynał
  - Pauline van der Wildt, holenderska pływaczka
  - Wit Żelazko, polski piłkarz, bramkarz, sędzia, obserwator, przedsiębiorca, komentator telewizyjny
- 30 stycznia:
  - Milan Kriššák, słowacki taternik, alpinista, przewodnik tatrzański i ratownik górski (zm. 1979)
  - Jacek Rajchel, polski geolog (zm. 2020)
- 31 stycznia:
  - Connie Booth, amerykańska scenarzystka i aktorka
  - Ivo Opstelten, holenderski polityk
- 1 lutego:
  - Mike Enzi, amerykański polityk, senator ze stanu Wyoming (zm. 2021)
  - Dorota Miller, polska gimnastyczka
  - Andrzej Skłodowski, polski dziennikarz, taternik, alpinista (zm. 2007)
  - Dick Snyder, amerykański koszykarz
- 2 lutego:
  - Jean-Claude Brondani, francuski judoka
  - Andrew Davis, brytyjski dyrygent (zm. 2024)
  - Norbert Hof, austriacki piłkarz (zm. 2020)
  - Geoffrey Hughes, brytyjski aktor (zm. 2012)
  - Okil Okilow, tadżycki polityk, premier Tadżykistanu
  - Anna Raźny, polska rosjoznawczyni i kulturoznawczyni, politolog i polityk
- 4 lutego – Stefan Niesiołowski, polski polityk
- 5 lutego:
  - Martin Ashby, angielski żużlowiec
  - John Beasley, amerykański koszykarz (zm. 2022)
  - Al Kooper, amerykański muzyk
  - Marian Nowy, polski dziennikarz
  - Jerzy Szaflik, polski okulista
- 6 lutego:
  - Jerzy Broniec, polski wioślarz
  - Zenon Nowosz, polski lekkoatleta
- 7 lutego:
  - Witi Ihimaera, maoryski pisarz
  - Antoni Wit, polski dyrygent
- 8 lutego:
  - Anna Górna, polska scenarzystka i reżyser (zm. 2021)
  - Michał Grudziński, polski aktor
  - Jaume Pujol Balcells, hiszpański duchowny katolicki, arcybiskup Tarragony
  - Sebastião Salgado, brazylijski fotograf (zm. 2025)
  - Bohuslav Svoboda, czeski lekarz, polityk, burmistrz burmistrz Pragi
  - Jiří Zídek, czeski koszykarz, trener (zm. 2022)
- 9 lutego:
  - Manuela Carmena, hiszpańska prawniczka i polityk
  - Andrzej Jórczak, polski fotografik, kurator sztuki (zm. 1981)
  - Béla Katona, węgierski polityk i inżynier
  - Alice Walker, pisarka amerykańska
- 10 lutego:
  - Geoffrey Alderman, brytyjski historyk pochodzenia żydowskiego
  - Kurt Binder, fizyk austriacki (zm. 2022)
  - Jean-Daniel Cadinot, francuski reżyser filmowy (zm. 2008)
  - Lech Drewnowski, polski matematyk (zm. 2023))
  - Alain Lamassoure, francuski polityk
- 11 lutego:
  - Bernie Bickerstaff, amerykański trener koszykówki
  - Antoni Cetnarowicz, polski historyk
  - Piotr Czaja, polski piłkarz
  - Wiesław Zajączkowski, polski prawnik i polityk
- 12 lutego:
  - Pedro Barreto, peruwiański duchowny katolicki, kardynał
  - Claudia Mori, włoska aktorka
  - Charlie Pasarell, amerykański tenisista i komentator sportowy
- 13 lutego:
  - Stockard Channing, amerykańska aktorka
  - Włodzimierz Gulgowski, polski pianista, kompozytor i aranżer
  - Jan Peszek, polski aktor
  - Jerry Springer, amerykański prezenter telewizyjny (zm. 2023)
  - Anita Kobuß, niemiecka kajakarka
- 14 lutego:
  - Carl Bernstein, amerykański dziennikarz
  - Alan Parker, brytyjski aktor i reżyser filmowy (zm. 2020)
  - Ronnie Peterson, szwedzki kierowca wyścigowy (zm. 1978)
- 15 lutego:
  - Mick Avory, brytyjski muzyk
  - Dżochar Dudajew, czeczeński polityk, Prezydent Czeczenii (zm. 1996)
- 16 lutego:
  - Klaudiusz Balcerzak, polski przedsiębiorca i samorządowiec, poseł na Sejm RP
  - Richard Ford, amerykański pisarz
  - Sigiswald Kuijken, belgijski dyrygent, skrzypek i altowiolista
  - António Monteiro, polityk Republiki Zielonego Przylądka (zm. 2016)
- 17 lutego:
  - Carla Bruinenberg, holenderska szachistka
  - Karl Jenkins, brytyjski muzyk i kompozytor
  - Ludwik Turko, polski fizyk
  - Tadeusz Wójcik, polski polityk, działacz związkowy, poseł na Sejm I kadencji
- 18 lutego
  - Flavio Calle Zapata, kolumbijski duchowny katolicki, arcybiskup Ibagué
  - Battista Monti, włoski kolarz
- 19 lutego:
  - Elżbieta Borkowska-Szukszta, polska aktorka
  - Terrence Prendergast, kanadyjski duchowny katolicki, arcybiskup Ottawy
- 20 lutego:
  - Roger Knapman, brytyjski polityk
  - Maciej Kozłowski, polski astronom
  - Cedendambyn Nacagdordż, mongolski zapaśnik (zm. 2017)
  - Ja’akow Peri, izraelski polityk
  - Willem van Hanegem, holenderski piłkarz, trener
- 21 lutego:
  - Lajos Sătmăreanu, rumuński piłkarz (zm. 2025)
  - Kitty Winn, amerykańska aktorka
- 22 lutego:
  - Chorloogijn Bajanmönch, mongolski zapaśnik
  - Ryszard Bugaj, polski ekonomista, polityk, poseł na Sejm RP
  - Marc Charig, brytyjski trębacz i kornecista
  - Jonathan Demme, amerykański reżyser, scenarzysta i producent filmowy (zm. 2017)
  - Isaura Gomes, kabowerdeńska farmaceutka i polityczka
  - Robert Kardashian, amerykański prawnik, adwokat, przedsiębiorca (zm. 2003)
  - Jim Ligon, amerykański koszykarz (zm. 2004)
  - Tom Okker, holenderski tenisista
  - Michał Szczerbic, polski producent i scenarzysta filmowy
- 23 lutego:
  - Bernard Cornwell, brytyjski pisarz
  - Séamus Freeman, irlandzki duchowny katolicki, biskup Ossory, generał pallotynów (zm. 2022)
  - Johnny Winter, amerykański wokalista, gitarzysta i kompozytor (zm. 2014)
- 24 lutego:
  - José Luis Lacunza, panamski duchowny katolicki, kardynał
  - Dieter Przewdzing, polski samorządowiec, burmistrz Zdzieszowic, działacz mniejszości niemieckiej (zm. 2014)
  - David Wineland, amerykański fizyk, laureat Nagrody Nobla
- 25 lutego:
  - António Damásio, portugalski neurobiolog
  - Matt Guokas, amerykański koszaykarz
  - Hippolyte Simon, francuski duchowny katolicki, arcybiskup Clermont-Ferrand (zm. 2020)
- 26 lutego:
  - Christopher Hope, południowoafrykański pisarz
  - Esteban Lazo Hernández, kubański polityk i działacz komunistyczny
  - Ronald Lauder, amerykański przedsiębiorca, dyplomata, filantrop, działacz społeczny pochodzenia żydowskiego
  - Corrie Winkel, holenderska pływaczka
- 27 lutego:
  - Ken Grimwood, amerykański pisarz (zm. 2003)
  - Aleksander Olszewski, polski malarz, wykładowca akademicki
  - Roger Scruton, brytyjski filozof, pisarz i kompozytor (zm. 2020)
- 28 lutego:
  - Kelly Bishop, amerykańska aktorka
  - Sepp Maier, niemiecki piłkarz
  - Wojciech Marczewski, polski reżyser i scenarzysta
- 29 lutego:
  - Dennis Farina, amerykański aktor (zm. 2013)
  - Ołeksandr Moroz, ukraiński polityk
- 1 marca:
  - John Breaux, amerykański polityk, senator ze stanu Luizjana
  - Roger Daltrey, brytyjski wokalista, autor tekstów, członek zespołu The Who
  - Leon Grela, polski politolog, nauczyciel akademicki, poseł na Sejm II kadencji
- 2 marca:
  - Ali Bennaceur, tunezyjski sędzia piłkarski
  - Józef Kubica, polski polityk, poseł na Sejm RP, europoseł
  - Stuart McGugan, szkocki aktor
  - Leif Segerstam, fiński dyrygent i kompozytor (zm. 2024)
  - Piotr Sztompka, polski socjolog
- 3 marca:
  - Anita Dymszówna, polska aktorka (zm. 1999)
  - Henryk Manteuffel, polski ekonomista (zm. 2013)
  - Maria Nurowska, polska powieściopisarka i nowelistka (zm. 2022)
- 4 marca:
  - Marek Baterowicz, polski pisarz
  - Bobby Womack, amerykański piosenkarz (zm. 2014)
- 5 marca:
  - Élisabeth Badinter, francuska myślicielka, feministka, historyczka i filozofka
  - Werner Fasslabend, austriacki polityk
  - Jorge Ortiga, portugalski duchowny katolicki, arcybiskup Bragi
  - Lech Rutkowski, polski samorządowiec
  - Ewa Sowińska, polska polityk
  - Toomas Vint, estoński pisarz, malarz
- 6 marca:
  - Peter Dietrich, niemiecki piłkarz
  - Micha’el Etan, izraelski wojskowy, polityk (zm. 2024)
  - Kiri Te Kanawa, sopranistka nowozelandzka
- 7 marca:
  - Ranulph Fiennes, brytyjski odkrywca
  - Michael Rosbash, amerykański biolog, laureat Nagrody Nobla
- 8 marca:
  - Waldemar Łysiak, polski pisarz i publicysta
  - Katsumi Matsumura, japońska siatkarka
  - Siergiej Nikitin, rosyjski kompozytor i pieśniarz
  - Pepe Romero, hiszpański gitarzysta
- 9 marca:
  - Virgilio S. Almario], filipiński poeta, pisarz i krytyk literacki
  - Ernie McGarr, szkocki piłkarz
  - Pak To Ch’un, północnokoreański generał, polityk (zm. 2022)
  - Małgorzata Wilczek-Rogoń, polska gimnastyczka
- 10 marca:
  - Richard Gant, amerykański aktor
  - Kerry Jelbart, australijski wioślarz
  - Jesper Svenbro, szwedzki poeta i filolog klasyczny
  - Jean Marie Vũ Tất, wietnamski duchowny katolicki, biskup Hưng Hóa
- 11 marca:
  - Manuel Hilario de Céspedes y García Menocal, kubański duchowny katolicki, biskup Matanzas (zm. 2025)
  - Wojciech Korda, polski gitarzysta, wokalista, kompozytor, członek zespołu Niebiesko-Czarni (zm. 2023)
- 12 marca:
  - Józef Gajewicz, polski polityk, prezydent Krakowa
  - Herbert Wessel, niemiecki lekkoatleta
- 14 marca:
  - Alan Hopes, brytyjski duchowny chrześcijański, biskup diecezji wschodnioangielskiej
  - Clyde Lee, amerykański koszykarz
  - Manuel Raga, meksykański koszykarz, trener
- 15 marca:
  - Jacques Doillon, francuski reżyser, scenarzysta, producent i aktor filmowy
  - Chi Cheng, tajwańska lekkoatletka
- 16 marca:
  - István Géczi, węgierski piłkarz (zm. 2018)
  - Andrew S. Tanenbaum, amerykański informatyk, twórca systemu operacyjnego MINIX
- 17 marca:
  - Pattie Boyd, brytyjska modelka, fotografka, pisarka
  - Juliusz Janusz, polski duchowny katolicki, arcybiskup, nuncjusz apostolski
  - Zbigniew Komorowski, polski polityk, senator II i III kadencji, poseł na Sejm IV kadencji
  - Walery Kosyl, polski hokeista, bramkarz
  - Anthony Monn, niemiecki piosenkarz, kompozytor i producent
  - Jürgen Peters, niemiecki działacz związkowy
  - Juan Ramón Verón, piłkarz argentyński (zm. 2025)
- 18 marca:
  - Edward Daszkiewicz, polski polityk i przedsiębiorca, poseł na Sejm III kadencji
  - Maciej Kobyliński, polski polityk, samorządowiec, prezydent Słupska
  - Marek Kuryłowicz, polski prawnik
  - Józef Kwiecień, polski samorządowiec, marszałek województwa świętokrzyskiego (zm. 2017)
  - Jan Olsson, szwedzki piłkarz, trener (zm. 2023)
- 19 marca:
  - Eddy Beugels, holenderski kolarz (zm. 2018)
  - Uwe Holtz, niemiecki politolog i polityk
  - Said Musa, premier Belize
- 20 marca:
  - Dieter Grahn, niemiecki wioślarz
  - Bruno Gonzato, włoski kolarz torowy
  - Erwin Neher, niemiecki biochemik, laureat Nagrody Nobla
- 21 marca:
  - Marie-Christine Barrault, francuska aktorka
  - Bruno Platter, niemiecki duchowny rzymskokatolicki
- 22 marca:
  - Jerzy Janeczek, polski aktor (zm. 2021)
  - Bujar Kapexhiu, albański aktor, reżyser, scenarzysta i producent filmowy
- 23 marca:
  - Tony McPhee, brytyjski gitarzysta bluesowy (zm. 2023)
  - Michael Nyman, brytyjski kompozytor
  - Pierre-Antoine Paulo, haitański duchowny katolicki (zm. 2021)
- 24 marca:
  - R. Lee Ermey, amerykański aktor (zm. 2018)
  - Han Myung-sook, południowokoreańska polityk, premier Korei Południowej
  - Vojislav Koštunica, serbski prawnik, polityk, prezydent Jugosławii i premier Serbii
- 25 marca:
  - Szemarjahu Ben-Cur, izraelski politolog, polityk
  - Noëlle Cordier, francuska piosenkarka
  - Roland Guneš, rumuński piłkarz ręczny
  - Stefan (Korzun), białoruski biskup prawosławny
- 26 marca:
  - Janusz Kowalik, polski piłkarz
  - Igor Mitoraj, polski rzeźbiarz (zm. 2014)
  - Diana Ross, amerykańska piosenkarka i aktorka
- 27 marca:
  - Enrique Barón Crespo, hiszpański prawnik i polityk
  - Stanisław Gabrielski, polski polityk
  - Hanna Kłoskowska, polska montażystka filmowa
- 28 marca:
  - Tony Abrahams, australijski rugbysta, prawnik, działacz antyapartheidowy
  - Elżbieta Apostolska, polska gimnastyczka, sędzia sportowy
  - Rick Barry, amerykański koszykarz
  - Ken Howard, amerykański aktor (zm. 2016)
  - Gisela Kallenbach, niemiecka polityk
  - Joanna Pilarska, polska działaczka związkowa i pracownik naukowy
- 29 marca:
  - Nana Akufo-Addo, ghański polityk, prezydent Ghany
  - Jane Hawking, brytyjska językoznawca i pisarka
  - Terry Jacks, kanadyjski piosenkarz, kompozytor i producent
  - Denny McLain, amerykański baseballista
  - Rino Passigato, włoski duchowny katolicki, arcybiskup, nuncjusz apostolski
  - Witold Więsław, polski matematyk, historyk matematyki (zm. 2023)
- 30 marca:
  - Giorgio Carollo, włoski polityk, eurodeputowany
  - Andrzej Kicman, polski inżynier, samorządowiec, prezydent Legionowa
  - Małgorzata Kościelska, polska psycholog, psychoterapeutka, profesor nauk humanistycznych
- 31 marca:
  - Angus King, amerykański polityk, senator ze stanu Maine
  - Piotr Malinowski, ratownik tatrzański, taternik, alpinista (zm. 1995)
- 1 kwietnia – Arturo Bastes, filipiński duchowny katolicki, biskup Sorsogon (zm. 2024}
- 2 kwietnia – František Pospíšil, czeski hokeista
- 3 kwietnia:
  - Lamberto Bava, włoski reżyser, scenarzysta i producent filmowy
  - Michel-Marie Calvet, francuski duchowny katolicki
  - Robert Goebbels, luksemburski polityk
  - Tony Orlando, amerykański piosenkarz
- 4 kwietnia:
  - Magda Aelvoet, belgijska polityk
  - Phyllida Barlow, brytyjska artysta wizualna (zm. 2023)
  - Craig T. Nelson, amerykański aktor
  - Bassam Tibi, syryjski myśliciel polityczny
- 5 kwietnia:
  - Peter T. King, amerykański polityk, kongresman ze stanu Nowy Jork
  - János Martonyi, węgierski prawnik, polityk
  - Willy Planckaert, belgijski kolarz szosowy
- 6 kwietnia:
  - Florin Gheorghiu, rumuński szachista
  - Wojciech Władyczyn, polski działacz państwowy i menedżer kultury
- 7 kwietnia:
  - Makoto Kobayashi, japoński fizyk teoretyk, laureat Nagrody Nobla
  - Gerhard Schröder, niemiecki polityk, kanclerz Niemiec
- 8 kwietnia:
  - Odd Nerdrum, norweski malarz
  - Jimmy Walker, amerykański koszykarz (zm. 2007)
  - Zofia Zielińska, polska historyk
- 9 kwietnia:
  - Marcello Bartolucci, włoski duchowny katolicki, arcybiskup, sekretarz Kongregacji Spraw Kanonizacyjnych
  - Lars Norén, szwedzki dramaturg, nowelista i poeta (zm. 2021)
  - Stanisław Żelichowski, polski polityk
- 10 kwietnia:
  - Yvon Collin, francuski samorządowiec, polityk
  - Leo O’Reilly, irlandzki duchowny katolicki, biskup Kilmore
  - Paul Seye, belgijski kolarz torowy
- 11 kwietnia – John Milius, amerykański scenarzysta, reżyser i producent filmowy
- 12 kwietnia:
  - Héctor Chumpitaz, peruwiański piłkarz, trener
  - John Kay, kanadyjski gitarzysta, wokalista, gitarzysta pochodzenia niemieckiego, członek zespołu Steppenwolf
  - Karel Kryl, czeski pieśniarz, poeta, grafik (zm. 1994)
  - Thongsing Thammavong, laotański polityk, premier Laosu
- 13 kwietnia:
  - Francesco Arese, włoski lekkoatleta, średniodystansowiec
  - Jack Casady, amerykański basista, członek zespołu Jefferson Airplane
  - Susan Davis, amerykańska polityk, kongreswoman ze stanu Kalifornia
  - Lech Gardocki, polski prawnik, pierwszy prezes Sądu Najwyższego
  - Józef Pater, polski duchowny katolicki, historyk Kościoła, protonotariusz apostolski
  - Pedro Zabalza, hiszpański piłkarz, trener
- 14 kwietnia:
  - Nguyễn Phú Trọng, wietnamski polityk, prezydent Wietnamu (zm. 2024)
  - Stanisław Pilniakowski, polski polityk, prawnik, poseł na Sejm III kadencji
  - Roberto Zandonella, włoski bobsleista
- 15 kwietnia:
  - Dave Edmunds, walijski muzyk rockowy, gitarzysta i wokalista
  - Jerzy Kalina, polski scenograf, plastyk, autor filmów animowanych i dokumentalnych
  - Kunishige Kamamoto, japoński piłkarz, trener i działacz piłkarski (zm. 2025)
  - Czesław Kozanowski, polski rzeźbiarz
  - Waldemar Wasilewski, polski trener piłkarski
- 16 kwietnia:
  - John Block, amerykański koszykarz
  - Elżbieta Głąbówna, polska pianistka
- 17 kwietnia – Alaksandr Azarczankau, białoruski inżynier, kołchoźnik, polityk
- 18 kwietnia:
  - Claudio Sabelli Fioretti, włoski dziennikarz
  - Robert Hanssen, amerykański funkcjonariusz służb bezpieczeństwa (zm. 2023)
  - Wojciech Materski, polski historyk
  - Jan Rulewski, polski polityk
  - Andrzej Skrzypek, polski historyk i pedagog (zm. 2023)
- 19 kwietnia:
  - James Heckman, amerykański ekonomista, laureat Nagrody Nobla
  - Luis Ladaria Ferrer, hiszpański duchowny katolicki, kardynał
  - Jan Szyszko, polski leśnik, profesor i polityk (zm. 2019)
- 20 kwietnia:
  - Andrzej Gałażewski, polski polityk, europoseł
  - Phillip Margolin, amerykański pisarz
  - Michael Mendl, niemiecki aktor
- 21 kwietnia:
  - Russell Boyd, australijski operator filmowy
  - Stanisława Szydłowska, polska kajakarka, trenerka
- 22 kwietnia – Joshua Rifkin, amerykański muzykolog, pianista i kompozytor
- 23 kwietnia:
  - Jerzy Bahr, polski dyplomata i urzędnik państwowy (zm. 2016)
  - Marek Cecuła, polski artysta ceramik
  - Jerzy S. Łątka, polski etnolog, turkolog i pisarz (zm. 2022)
  - Anda Rottenberg, polska historyk sztuki
- 24 kwietnia:
  - Thumma Bala, indyjski duchowny katolicki, arcybiskup Hajdarabad (zm. 2024)
  - Andrzej Glapiński, polski polityk
  - Zianon Pazniak, białoruski archeolog, polityk i działacz społeczny
  - Tony Visconti, amerykański producent muzyczny, muzyk i wokalista
- 25 kwietnia:
  - Berit Berthelsen, norweska lekkoatletka, sprinterka i skoczkini w dal (zm. 2022)
  - Renzo Fratini, włoski duchowny katolicki, arcybiskup, nuncjusz apostolski
  - Brigitte Gapais-Dumont, francuska florecistka (zm. 2018)
  - Len Goodman, brytyjski tancerz (zm. 2023)
  - Julio Montero Castillo, urugwajski piłkarz
  - Wiaczesław Trubnikow, rosyjski polityk, generał, dyplomata, ambasador w Indiach (zm. 2022)
- 26 kwietnia – Ludwik Denderys, polski bokser (zm. 2024)
- 27 kwietnia:
  - Peregrine Cavendish, brytyjski arystokrata
  - Heikki Westerinen, fiński szachista
- 28 kwietnia:
  - Elizabeth LeCompte, amerykańska reżyserka teatralna
  - Josep Miro i Ardevol, kataloński działacz społeczny, polityk
  - Jean-Claude Van Cauwenberghe, belgijski i waloński polityk, samorządowiec, polityk
  - Günter Verheugen, niemiecki polityk
- 29 kwietnia:
  - Benedykta, duńska księżniczka
  - Christopher Jargocki, amerykański fizyk, pisarz pochodzenia polskiego
  - Francis Lee, angielski piłkarz (zm. 2023)
- 30 kwietnia – Rudolf Assauer, niemiecki piłkarz (zm. 2019)
- 1 maja – Józef Serafin, polski organista i pedagog
- 2 maja:
  - Kim Yŏng Il, północnokoreański polityk, premier Korei Północnej
  - Kazimierz Marcinek, polski dziennikarz sportowy
  - Anna Unger, niemiecka biegaczka narciarska
- 3 maja:
  - Peter Doyle, brytyjski duchowny katolicki, biskup Northampton
  - Gernot Erler, niemiecki polityk
  - Marina Zalewska, polska psycholog (zm. 2022)
- 4 maja:
  - Gilles Berolatti, francuski florecista
  - Gabriela Moyseowicz, polska pianistka, kompozytorka
  - Russi Taylor, amerykańska aktorka głosowa (zm. 2019)
  - Edmund Wnuk-Lipiński, polski socjolog (zm. 2015)
- 5 maja:
  - Michael Silliman, amerykański koszykarz (zm. 2000)
  - Roman Dżindżichaszwili, gruziński szachista
  - Hans-Peter Mayer, niemiecki polityk i prawnik
  - Jean-Pierre Léaud, francuski aktor
  - Jacek Ostaszewski, polski muzyk (kontrabasista i flecista), kompozytor, reżyser teatralny
  - John Rhys-Davies, brytyjski aktor
  - Christian de Portzamparc, francuski architekt i urbanista
- 6 maja:
  - Carl I. Hagen, norweski polityk
  - Jerzy Kowalewski, polski skoczek do wody, lekarz
  - Rainer Masera, włoski ekonomista, bankowiec, polityk
  - Masanori Murakami, japoński baseballista
- 7 maja – Paul Desfarges, francuski duchowny katolicki, biskup Konstantyny w Algierii
- 8 maja:
  - Anton Flešár, słowacki piłkarz, bramkarz (zm. 2024)
  - Gary Glitter, brytyjski piosenkarz
  - Alberto Guerra, meksykański piłkarz, trener
  - Lesław Janicki, polski aktor
  - Wacław Janicki, polski aktor (zm. 2025)
- 9 maja:
  - Zygmunt Meyer, polski naukowiec, polityk, marszałek województwa zachodniopomorskiego
  - Petra Roth, niemiecka polityk
- 10 maja:
  - Jim Abrahams, amerykański reżyser i pisarz (zm. 2024)
  - Gunnar Asmussen, duński kolarz
  - Iwona Racz-Szczygielska, polska piosenkarka, wokalistka grupy wokalnej Filipinki
- 11 maja:
  - Michael Grätzel, szwajcarski chemik, wykładowca akademicki pochodzenia niemieckiego
  - Jarmila Králíčková, czeska hokeistka na trawie, bramkarka
  - Rolf Peterson, szwedzki kajakarz
  - Krzysztof Szumski, polski dyplomata
- 12 maja:
  - Stanisław Czechoński, polski rolnik i polityk, poseł na Sejm RP (zm. 2021)
  - Chris Patten, polityk brytyjski
  - Włodzimierz Trams, polski koszykarz (zm. 2021)
- 13 maja:
  - Andrzej Pułło, polski prawnik
  - Jerzy Leszek Stanecki, polski malarz, grafik, rzeźbiarz, pedagog
  - Aman Tulejew, rosyjski inżynier, polityk, gubernator obwodu kemerowskiego (zm. 2023)
- 14 maja:
  - Francesca Annis, brytyjska aktorka
  - Lew Dodin, rosyjski reżyser teatralny
  - George Lucas, amerykański producent filmowy
- 15 maja:
  - John Clawson, amerykański koszykarz (zm. 2018)
  - Ulrich Beck, socjolog niemiecki (zm. 2015)
  - Manuel Lapuente, meksykański piłkarz
  - Wiesław Pleśniak, polski matematyk
  - Pierre Trentin, francuski kolarz
- 16 maja:
  - Billy Cobham, amerykański perkusista jazzowy, kompozytor
  - Antal Nagy, węgierski piłkarz
  - Danny Trejo, amerykański aktor
  - Maciej Zembaty, polski poeta, satyryk, scenarzysta, reżyser radiowy, muzyk, bard i tłumacz, głównie poezji Leonadra Cohena (zm. 2011)
- 18 maja:
  - Albert Hammond, brytyjski piosenkarz
  - Přemysl Sobotka, czeski lekarz i polityk
  - Stanisław Wilk, polski duchowny katolicki
- 19 maja:
  - Jadwiga Hoff, polska historyk
  - Marcin Król, polski filozof, historyk idei, wykładowca akademicki, publicysta (zm. 2020)
  - Czesław Kurzajewski, polski dziennikarz, polityk, poseł na Sejm RP (zm. 2019)
  - Ronald Lopatni, jugosłowiański piłkarz wodny (zm. 2022)
  - Peter Mayhew, brytyjski aktor (zm. 2019)
  - Jaan Talts, estoński sztangista
- 20 maja:
  - Joseph Benz, szwajcarski bobsleista, medalista olimpijski (zm. 2021)
  - Marilyn Black, australijska lekkoatletka
  - Joe Cocker, brytyjski piosenkarz i kompozytor (zm. 2014)
  - Dietrich Mateschitz, austriacki miliarder (zm. 2022)
- 21 maja:
  - Tadeusz Citko, polski inżynier
  - Rajmund Kalicki, polski pisarz
  - Mary Robinson, irlandzka polityk
- 22 maja:
  - Christopher Browning, amerykański historyk
  - John Flanagan, amerykański pisarz
  - Momčilo Perišić, serbski generał, polityk
- 23 maja:
  - Domenico Graziani, włoski duchowny katolicki, arcybiskup Crotone-Santa Severina
  - Andonis Manitakis, grecki prawnik, wykładowca akademicki
  - John Newcombe, australijski tenisista
  - Martin Pollack, austriacki pisarz i dziennikarz (zm. 2025)
- 24 maja:
  - Susana Baca, peruwiańska piosenkarka
  - Patti LaBelle, amerykańska piosenkarka
  - Clemens Schickentanz, niemiecki kierowca wyścigowy
- 25 maja – Frank Oz, amerykański aktor
- 26 maja:
  - Bogdan Blindow, polski animator kultury (zm. 1997)
  - Sam Posey, amerykański kierowca wyścigowy
  - Jan Schakowsky, amerykańska polityk, kongreswoman ze stanu Illinois
  - Piotr Szalsza, polski reżyser, muzyk, tłumacz, pisarz, dziennikarz, publicysta
- 27 maja:
  - Christopher Dodd, amerykański polityk, senator ze stanu Connecticut
  - Karol Gruszczyk, wojewódzki konserwator zabytków w Bielsku-Białej w latach 1975–1998
  - Wiesław Sokołowski, polski poeta
  - Alain Souchon, francuski piosenkarz, autor piosenek i aktor
- 28 maja:
  - Rudy Giuliani, amerykański polityk
  - Gladys Knight, amerykańska piosenkarka
  - Patricia Quinn, irlandzka aktorka
  - Billy Vera, amerykański aktor i piosenkarz
- 29 maja:
  - Helmut Berger, austriacki aktor (zm. 2023)
  - Maurice Bishop, grenadyjski prawnik, polityk, premier Grenady (zm. 1983)
  - Ryōichi Ikegami, japoński mangaka
  - Bogdan Królewski, polski polityk, poseł na Sejm PRL, wiceminister rolnictwa i gospodarki żywnościowej (zm. 2013)
- 30 maja – Peter Lipa, słowacki muzyk i popularyzator jazzu
- 31 maja:
  - Jerzy Klamka, polski automatyk
  - Teresa Malecka, polska teoretyk muzyki
- 1 czerwca:
  - Elżbieta Kowalska, polska szachistka
  - Adam Markiewicz, polski polityk, poseł na Sejm RP
  - Robert Powell, brytyjski aktor
  - Andrzej Rosiewicz, polski piosenkarz, kompozytor, satyryk, gitarzysta i choreograf
  - Guy Scott, zambijski polityk
- 3 czerwca:
  - Thomas Burns, brytyjski duchowny rzymskokatolicki, biskup diecezji Menevia, ordynariusz polowy Wielkiej Brytanii.
  - Zbigniew Grochal, polski aktor, pedagog
  - Vittorio Marcelli, włoski kolarz szosowy
  - Edith McGuire, amerykańska lekkoatletka, sprinterka
  - Eddy Ottoz, włoski lekkoatleta, płotkarz
  - Zygmunt Suszczewicz, polski polityk, poseł na Sejm RP (zm. 2012)
  - Henryk Szordykowski, polski lekkoatleta, średniodystansowiec (zm. 2022)
- 4 czerwca:
  - Robert Joseph Baker, amerykański duchowny katolicki, biskup Birmingham
  - Michelle Phillips, amerykańska piosenkarka, aktorka
  - Patrick Préjean, francuski aktor
  - Jerzy stankiewicz, polski muzykolog
  - Franciszek Stefaniuk, polski polityk, poseł na Sejm RP
- 5 czerwca:
  - Whitfield Diffie, amerykański kryptograf
  - Gillian Hills, brytyjsko-francuska aktorka, piosenkarka i ilustratorka
  - Rainer Ortleb, niemiecki polityk
  - Tommie Smith, amerykański lekkoatleta
  - Colm Wilkinson, irlandzki piosenkarz i aktor
- 6 czerwca:
  - Edgar Froese, niemiecki muzyk (zm. 2015)
  - Alberto Guzik, brazylijski aktor, reżyser, nauczyciel, krytyk teatralny. Felietonista Ultima Hora(inne języki) i Jornal da Tarde(inne języki) (zm. 2010)
  - Anna Jung, polska lekarz, profesor nauk medycznych
  - Cazzie Russell, amerykański koszykarz
  - Phillip Sharp, amerykański genetyk, laureat Nagrody Nobla
- 7 czerwca:
  - Annette Lu, tajwańska feministka, polityk, wiceprezydent Tajwanu
  - Andrzej Melak, polski działacz społeczny, samorządowiec
  - Robert Zawada, polski piłkarz ręczny, trener (zm. 2024)
  - Konrad Zdarsa, niemiecki duchowny katolicki, biskup Augsburga
- 8 czerwca:
  - Marc Ouellet, kanadyjski duchowny katolicki, kardynał
  - Sławomir Panek, polski działacz związkowy, poseł na Sejm RP
  - Boz Scaggs, amerykański piosenkarz, gitarzysta, kompozytor i autor tekstów
- 9 czerwca:
  - Christine Goitschel, francuska narciarka
  - Anna Rastawicka, polska działaczka katolicka
- 10 czerwca:
  - Wojciech Eichelberger, polski psycholog i pisarz
  - Rick Price, brytyjski basista, członek zespołów: The Move i Wizzard(inne języki) (zm. 2022)
  - Anthony Rooley, brytyjski lutnista
- 11 czerwca:
  - James van Hoften, amerykański kosmonauta i inżynier
  - Roscoe Orman, amerykański aktor
- 12 czerwca:
  - Nelson Acosta, urugwajski piłkarz
  - John Bura, amerykański duchowny Kościoła katolickiego obrządku bizantyjsko-ukraińskiego, biskup (zm. 2023)
  - Antoni Furtak, polski działacz opozycyjny, poseł na Sejm RP
  - Lionel Gendron, kanadyjski duchowny katolicki
- 13 czerwca:
  - David Curry, brytyjski polityk i dziennikarz
  - Ban Ki-moon, południowokoreański polityk, sekretarz generalny ONZ
- 15 czerwca:
  - Alan Blinston, brytyjski lekkoatleta, długodystansowiec
  - Aleksander Labuda, polski romanista, polonista, teoretyk literatury i nauczyciel akademicki, syn historyka Gerarda Labudy
  - Alasdair McNicol, nowozelandzki rugbysta (zm. 2017)
  - Inna Ryskal, radziecka siatkarka
- 16 czerwca – Annie Famose, francuska narciarka
- 17 czerwca:
  - Żanna Biczewska, rosyjska piosenkarka i pieśniarka ludowa
  - Rainer Holzschuh, niemiecki dziennikarz
  - Bożena Wziętek, polska strzelczyni sportowa
- 18 czerwca – Salvador Sánchez Cerén, salwadorski polityk, prezydent Salwadoru
- 19 czerwca:
  - Chico Buarque, brazylijski piosenkarz i pisarz
  - Ignacy Czeżyk, polski polityk
  - Julio César Vidal Ortiz, kolumbijski duchowny katolicki
- 20 czerwca:
  - John McCook, amerykański aktor
  - Suzanne Osten, szwedzka reżyserka i scenarzystka (zm. 2024)
  - Krystyna Ozga, polska polityk, posłanka na Sejm RP, wicemarszałek województwa łódzkiego
  - Stanisław Śmierciak, polski działacz partyjny i państwowy
- 21 czerwca:
  - Franco Cordova, włoski piłkarz
  - Jon Hiseman, brytyjski perkusista jazzowy (zm. 2018)
- 22 czerwca:
  - Christa Krammer, austriacka polityk
  - Gérard Mourou, francuski fizyk, laureat Nagrody Nobla w dziedzinie fizyki w 2018
- 23 czerwca:
  - Clive Barker, południowoafrykański piłkarz, trener (zm. 2023)
  - Pascal Mercier, szwajcarski pisarz i filozof (zm. 2023)
  - Henri Weber, francuski filozof, polityk pochodzenia żydowskiego (zm. 2020)
- 24 czerwca:
  - Camillo Ballin, włoski duchowny katolicki (zm. 2020)
  - Jeff Beck, brytyjski gitarzysta rockowy (zm. 2023)
  - Julian Holloway, brytyjski aktor (zm. 2025)
  - Jan Waszkiewicz, polski polityk i samorządowiec, marszałek województwa dolnośląskiego (zm. 2021)
- 25 czerwca:
  - Robert Charlebois, kanadyjski muzyk, piosenkarz i aktor
  - Adelajda Mroske, polska łyżwiarka szybka (zm. 1975)
- 26 czerwca:
  - Bengt Pohjanen, szwedzki pisarz
  - Jerzy Szczygielski, polski dziennikarz sportowy
  - Wolfgang Weber, niemiecki piłkarz, trener
  - Giennadij Ziuganow, rosyjski polityk komunistyczny
- 27 czerwca – Rajmund Moric, polski polityk
- 28 czerwca
  - Philippe Druillet, francuski autor komiksów
  - Aleksandar Ristić, bośniacki trener piłkarski
- 29 czerwca:
  - Gary Busey, amerykański aktor i scenarzysta
  - Agnieszka Morawińska, polska historyk sztuki, wiceminister
  - Seán O’Malley, amerykański duchowny katolicki, kardynał
  - Bob Rule, amerykański koszykarz (zm. 2019)
- 30 czerwca:
  - Robert Carlson, amerykański duchowny katolicki, arcybiskup metropolita Saint Louis
  - Raymond Moody, amerykański psycholog i lekarz
  - Bogdana Pilichowska-Ragno, polska etnolożka i działaczka społeczna (zm. 2023)
- 1 lipca:
  - Gunnar Larsson, szwedzki biegacz narciarski
  - Stanisław Prędota, polski filolog (zm. 2021)
  - Lew Rockwell, amerykański ekonomista, publicysta
- 2 lipca:
  - Jerzy Czarnota, polski duchowny katolicki, poeta
  - Jacek Maria Stokłosa, polski grafik, fotografik
- 3 lipca:
  - Nicolas Djomo, kongijski duchowny katolicki, biskup Tshumbe
  - Donnie Freeman, amerykański koszykarz
  - Stanisław Trojanowski, polski inżynier mechanik, polityk, poseł na Sejm PRL
  - Jacques Vernier, francuski polityk
- 4 lipca:
  - Florentino Martínez, meksykański zapaśnik
  - Silvino García Martínez, kubański szachista, trener
- 5 lipca – Leni Björklund, szwedzka polityk
- 6 lipca:
  - Gunhild Hoffmeister, niemiecka lekkoatletka
  - Ivan Pilný, czeski polityk
  - Bernhard Schlink, niemiecki profesor nauk prawnych i powieściopisarz
  - Claude-Michel Schönberg, francuski kompozytor
- 7 lipca:
  - Jürgen Grabowski, niemiecki piłkarz (zm. 2022)
  - Feleti Sevele, tongijski polityk, premier Tonga
  - Ian Wilmut, brytyjski embriolog (zm. 2023)
- 8 lipca – Jeffrey Tambor, amerykański aktor
- 9 lipca:
  - Glen Cook, amerykański pisarz
  - Hugh Kerr, brytyjski polityk
- 11 lipca:
  - Stanisław Jarmoliński, polski lekarz, polityk, poseł na Sejm RP
  - Valdeir Vieira, brazylijski trener piłkarski
- 12 lipca – Simon Blackburn, brytyjski filozof
- 13 lipca:
  - Egon Coordes, niemiecki piłkarz (zm. 2025)
  - Ernő Rubik, węgierski architekt
  - Stanisław Łukaszczyk, polski biathlonista, medalista mistrzostw świata, olimpijczyk
  - Zoramthanga, indyjski polityk
  - Andrzej Żelazowski, polski polityk, poseł na Sejm RP
- 14 lipca – Rani Hamid, bangijska szachistka
- 16 lipca:
  - Roman Galar, polski biocybernetyk i informatyk
  - Barbara Pietrzak, polska dziennikarka radiowa
- 17 lipca:
  - Janusz Grott, polski polityk, technik, poseł na Sejm RP (zm. 1998)
  - Krystyna Kuperberg, amerykańska matematyk pochodzenia polskiego
  - Carlos Alberto Torres, brazylijski piłkarz (zm. 2016)
- 18 lipca:
  - Jonelle Allen, amerykańska aktorka, tancerka, piosenkarka
  - Stanisław Gościniak, polski siatkarz, trener
  - David Hemery, brytyjski lekkoatleta, płotkarz i sprinter
- 19 lipca
  - Edward Grzywna, polski koszykarz
  - Ginter Pierończyk, polski inżynier górnictwa i pisarz
- 20 lipca – Mel Daniels, amerykański koszykarz (zm. 2015)
- 21 lipca:
  - Juan Ignacio Basaguren, meksykański piłkarz
  - Rolf Johansson, szwedzki sportowiec
  - Wiktor Łogunow, rosyjski kolarz torowy (zm. 2022)
  - Andrzej Mróz, polski pieśniarz
  - Jacek Sauk, polski polityk, poseł na Sejm i senator RP
- 22 lipca:
  - Rick Davies, brytyjski muzyk, założyciel i członek rockowego zespołu Supertramp
  - Mikołaj Müller, polski aktor, śpiewak (zm. 2021)
  - Anand Satyanand, nowozelandzki prawnik, działacz państwowy, gubernator generalny
- 23 lipca – Maria João Pires, portugalska pianistka
- 24 lipca:
  - Ryszard Hayn, polski polityk, poseł na Sejm RP
  - Daniel Morelon, francuski kolarz
- 25 lipca – Didier Couécou, francuski piłkarz
- 26 lipca:
  - Anna Chmelková, słowacka lekkoatletka, sprinterka
  - Nexhat Daci, albański polityk Kosowa
- 27 lipca:
  - Zbigniew Antoszewski, polski przedsiębiorca, polityk, senator RP
  - Ignacy Dec, polski duchowny katolicki, biskup świdnicki
  - Bobbie Gentry, amerykańska piosenkarka, autorka tekstów
- 28 lipca:
  - Ollie Darden, amerykański koszykarz
  - Franz Hasil, austriacki piłkarz
  - Fidel Herráez, hiszpański duchowny katolicki, biskup pomocniczy Madrytu i arcybiskup Burgos
- 29 lipca:
  - Eusebio Hernández Sola, hiszpański duchowny katolicki, biskup Tarazony
  - Stanisław Małkowski, polski duchowny katolicki, kaznodzieja, socjolog i publicysta
- 30 lipca:
  - Nadżib Szebbi, tunezyjski polityk
  - Frances de la Tour, brytyjska aktorka
- 31 lipca:
  - Geraldine Chaplin, amerykańska aktorka
  - Zbigniew Gorzelańczyk, polski polityk, poseł na Sejm RP (zm. 1996)
  - Sherry Lansing, amerykańska producentka filmowa i aktorka
  - Robert C. Merton, amerykański ekonomista, laureat Nagrody Nobla
  - David Norris, irlandzki obrońca praw człowieka, naukowiec i działacz polityczny
- 1 sierpnia:
  - Alfonso Badini Confalonieri, włoski duchowny katolicki, biskup Susy
  - Maciej Pietrzyk, polski artysta malarz, poeta i aktor
  - Jurij Romanienko, radziecki kosmonauta
  - Andrew Vajna, węgierski producent filmowy (zm. 2019)
- 2 sierpnia:
  - Ewa Braun, polska scenograf i dekoratorka wnętrz
  - Tadeusz Jasudowicz, polski prawnik
  - Wit Jaworski, polski filozof (zm. 2024)
  - Naná Vasconcelos, brazylijski muzyk jazzowy (zm. 2016)
  - Stanisław Zatłoka, polski aktor
- 3 sierpnia:
  - Cas Janssens, holenderski piłkarz (zm. 2024)
  - Krzysztof Pasierbiewicz, polski geolog, pisarz, bloger
- 4 sierpnia:
  - Orhan Gencebay, turecki piosenkarz, muzyk, aktor, reżyser i producent
  - Bobo Stenson, szwedzki muzyk jazzowy
- 5 sierpnia
  - Aleixo das Neves Dias, indyjski duchowny katolicki, biskup Port Blair
  - Polycarp Pengo, tanzański duchowny katolicki
- 6 sierpnia:
  - Włodzimierz Komorski, polski hokeista, trener
  - Phạm Gia Khiêm, wietnamski polityk
- 7 sierpnia:
  - Ferruccio Fazio, włoski lekarz, wykładowca akademicki, polityk
  - John Glover, amerykański aktor
  - Dave Morgan, brytyjski kierowca wyścigowy (zm. 2018)
  - Robert Mueller, amerykański prawnik, dyrektor Federalnego Biura Śledczego Stanów Zjednoczonych
  - David Rasche, amerykański aktor
- 8 sierpnia:
  - Peter Biziou, brytyjski operator filmowy
  - Brooke Bundy, amerykańska aktorka
  - Antonio Cerda, hiszpański kolarz
  - Bill Hewitt, amerykański koszykarz
  - Janusz Zdebski, polski psycholog
- 9 sierpnia:
  - Seán Barrett, irlandzki polityk i broker ubezpieczeniowy
  - Sam Elliott, amerykański aktor, scenarzysta i producent filmowy
- 10 sierpnia:
  - Gendgeegijn Batmönch, mongolski biegacz narciarski, olimpijczyk
  - Bernard Coard, grenadyjski polityk
  - Zbigniew Jacyna-Onyszkiewicz, polski fizyk i polityk
  - Paweł Musioł, polski przedsiębiorca i polityk, poseł na Sejm RP (zm. 2017)
  - Ryszard Tur, polski polityk
- 11 sierpnia:
  - Ian McDiarmid, szkocki aktor
  - Peter Schmidt, niemiecki pisarz
- 12 sierpnia:
  - Neil Balfour, brytyjski polityk
  - Ludwik Lewin, polski dziennikarz i poeta (zm. 2022)
  - Francesco Morini, włoski piłkarz (zm. 2021)
- 13 sierpnia:
  - Divina Galica, brytyjska narciarka alpejska, uczestniczka wyścigów samochodowych pochodzenia polskiego
  - Lajos Puskás, węgierski piłkarz, trener
  - Bruce Taafe, australijski rugbysta (zm. 2018)
- 14 sierpnia:
  - Bobby Duncum, Sr., amerykański wrestler
  - Józef Nowicki, polski ekonomista, polityk, samorządowiec, poseł na Sejm RP, prezydent Konina
- 15 sierpnia:
  - Mieczysław Bagiński, polski polityk
  - Yoweri Museveni, ugandyjski wojskowy, polityk, prezydent Ugandy
  - Nicholas Samra, amerykański duchowny katolicki
  - Sylvie Vartan, francuska gwiazda piosenki pochodzenia ormiańskiego
  - Franz Vogler, niemiecki narciarz
- 16 sierpnia:
  - James Michel, polityk i wojskowy Seszeli
  - Bogusława Pietkiewicz, polska skoczkini do wody (zm. 2012)
- 17 sierpnia:
  - Larry Ellison, amerykański informatyk
  - Maksymilian Gajek, polski naukowiec
  - Rexhep Meidani, polityk albański
- 18 sierpnia:
  - Włodzimierz Niderhaus, polski producent filmowy (zm. 2020)
  - Helena Rojo, meksykańska aktorka (zm. 2024)
- 19 sierpnia:
  - Marie-Rose Gaillard, belgijska kolarka (zm. 2022)
  - Stew Johnson, amerykański koszykarz
  - Antoni Kopff, polski pianista i kompozytor (zm. 2021)
  - Bodil Malmsten, szwedzka pisarka (zm. 2016)
  - Adrian Smith, amerykański architekt
  - Jakob von Uexküll, szwedzki i niemiecki filatelista
- 20 sierpnia:
  - Leendert van Dis, holenderski wioślarz
  - Rajiv Gandhi, indyjski polityk (zm. 1991)
  - Fausta Morganti, działaczka państwowa San Marino (zm. 2021)
- 21 sierpnia:
  - Jerzy Masełko, polski chemik
  - Aleksander Nowacki, polski piosenkarz, kompozytor i aranżer
  - Peter Weir, australijski reżyser
- 22 sierpnia:
  - Bronisław Dankowski, polski polityk, poseł na Sejm RP (zm. 2020)
  - Aboubacar Somparé, gwinejski polityk (zm. 2017)
- 23 sierpnia
  - Hiroshi Kobayashi, japoński bokser
  - Susan Waddington, brytyjska działaczka samorządowa, polityk, eurodeputowana
- 24 sierpnia:
  - Bodo Engling, polski przedsiębiorca, senator RP
  - Gregory Jarvis, amerykański astronauta (zm. 1986)
- 25 sierpnia:
  - Anthony Heald, amerykański aktor
  - Pat Martino, amerykański gitarzysta i kompozytor jazzowy (zm. 2021)
- 26 sierpnia:
  - Patrick Devedjian, francuski polityk ormiańskiego pochodzenia (zm. 2020)
  - Jørn Lund, duński kolarz
  - Ryszard Windsor, książę Gloucester, członek brytyjskiej rodziny królewskiej, brat stryjeczny królowej Elżbiety II
- 27 sierpnia:
  - G.W. Bailey, amerykański aktor
  - Tim Bogert, amerykański basista, członek zespołów: Vanilla Fudge, Cactus i Beck, Bogert & Appice (zm. 2021)
  - Jan Bols, holenderski łyżwiarz szybki
  - Anastazy (Mietkin), rosyjski biskup prawosławny
- 28 sierpnia:
  - Jaromír Haisl, czeski lekkoatleta, sprinter
  - Marianne Heemskerk, holenderska pływaczka
- 29 sierpnia:
  - Walter Gorini, włoski kolarz torowy
  - Jan Stępczak, polski piłkarz, trener
  - Sławomir Szatkowski, polski polityk, poseł na Sejm RP (zm. 2009)
- 30 sierpnia – Wolf Roth, niemiecki aktor
- 31 sierpnia:
  - Michael Dennis, nowozelandzki narciarz alpejski, olimpijczyk
  - Roger Dean, angielski malarz i grafik
  - Anna Lizaran, hiszpańska aktorka (zm. 2013)
  - Joachim Marx, polski piłkarz
- 1 września:
  - Andrzej Jagiełło, polski polityk, poseł na Sejm RP
  - Andrzej Kawecki, polski prawnik, polityk, senator RP
  - Akitsugu Konno, japoński skoczek narciarski (zm. 2019)
  - Nina Milewska, polska historyczka sztuki i działaczka opozycyjna
  - Leonard Slatkin, amerykański dyrygent, kompozytor i pedagog
  - Beau Starr, amerykański aktor
- 2 września:
  - Tadeusz Bień, polski polityk, urzędnik państwowy, poseł na Sejm RP
  - Aleksandr Filippienko, rosyjski aktor
  - Orlando Martínez, kubański bokser, mistrz olimpijski (zm. 2021)
  - Claude Nicollier, szwajcarski fizyk, pilot i astronauta
- 3 września:
  - Mario Casati, włoski bokser
  - Angel Garachana Pérez, hiszpański duchowny katolicki, biskup San Pedro Sula
  - Miroslav Poljak, jugosłowiański piłkarz wodny (zm. 2015)
- 5 września:
  - Barbara Ferries, amerykańska narciarka alpejska
  - Władimir Kurojedow, radziecki i rosyjski admirał floty
  - Jørn Sloth, duński szachista
- 6 września:
  - Christian Boltanski, francuski artysta multimedialny (zm. 2021)
  - Jean-Claude Gayssot, francuski polityk
  - Jean-Paul Jaeger, francuski duchowny katolicki, biskup Arras
  - Swoosie Kurtz, amerykańska aktorka
  - Aleksander Mackiewicz, polski ekonomista i polityk (zm. 2022)
- 7 września:
  - Bertel Haarder, duński polityk
  - Łeonid Kołtun, ukraiński piłkarz, bramkarz, trener
  - Bora Milutinović, serbski piłkarz, trener
  - Kazimierz Molek, polski działacz partyjny i państwowy (zm. 2022)
- 8 września
  - Mira Kubasińska, polska wokalistka zespołu Breakout (zm. 2005)
  - Ada Rusowicz, polska wokalistka, członkini zespołu Niebiesko-Czarni (zm. 1991)
- 9 września:
  - Bernard-Nicolas Aubertin, francuski duchowny katolicki, arcybiskup Tours
  - Álvaro Gil-Robles, hiszpański prawnik, nauczyciel akademicki, rzecznik praw obywatelskich i komisarz praw człowieka Rady Europy
  - Curt Lundmark, szwedzki hokeista
  - Paweł Staszewski, polski naukowiec
- 11 września:
  - Serge Haroche, francuski fizyk, laureat Nagrody Nobla
  - Freddy Thielemans, belgijski polityk, burmistrz (zm. 2022)
- 12 września:
  - Eddie Keizan, południowoafrykański kierowca wyścigowy (zm. 2016)
  - Leonard Peltier, amerykański Indianin
  - Władimir Spiwakow, radziecki i rosyjski dyrygent, skrzypek i pedagog
  - Władysław Szkop, polski polityk (zm. 2015)
  - Barry White, muzyk amerykański (zm. 2003)
  - Jerzy Matysiak, polski aktor, rekwizytor i kaskader filmowy (zm. 2016)
- 13 września:
  - Jacqueline Bisset, angielska aktorka
  - Peter Cetera, amerykański muzyk i wokalista
  - Mauro Politi, prawnik włoski
  - Hartmut Schauerte, niemiecki polityk
  - Nikodem Wolski, polski prawnik i samorządowiec, prezydent Gorzowa Wielkopolskiego
- 14 września:
  - Günter Netzer, niemiecki piłkarz
  - Antoine Vũ Huy Chương, wietnamski duchowny katolicki
- 15 września:
  - Yoweri Museveni, ugandyjski ekonomista, wojskowy i polityk
  - Mauro Piacenza, włoski kardynał
  - Hans Ree, holenderski szachista, dziennikarz
  - Giorgi Siczinawa, izraelski piłkarz, trener
  - Graham Taylor, angielski piłkarz i trener piłkarski (zm. 2017)
- 16 września:
  - Keith Lawrence, nowozelandzki sędzia i działacz rugby union
  - Ard Schenk, holenderski łyżwiarz szybki
- 17 września:
  - Alena Bartošová, czechosłowacka biegaczka narciarska
  - Anna Hedborg, szwedzka polityk, minister
  - Jerzy Janiszewski, polski dziennikarz muzyczny, prezenter radiowy (zm. 2019)
  - Reinhold Messner, włoski himalaista i podróżnik
- 18 września – Michael Franks, amerykański wokalista
- 19 września:
  - Anders Björck, szwedzki polityk
  - Edmund Joensen, farerski polityk, premier Wysp Owczych
  - Efrajim Sneh, izraelski polityk
- 20 września:
  - Zbigniew Bomba, polski polityk, lekarz, poseł na Sejm RP (zm. 2023)
  - José Eulogio Gárate, hiszpański piłkarz pochodzenia argentyńskiego
  - Nikodem Wołk-Łaniewski, polski filmowiec, reżyser dźwięku, wykładowca akademicki
- 21 września – Fannie Flagg, amerykańska pisarka i aktorka
- 22 września:
  - Ana Pascu, rumuńska florecistka (zm. 2022)
  - Agustín Radrizzani, argentyński duchowny katolicki (zm. 2020)
- 23 września
  - An Hermans, belgijska polityk, posłanka do Parlamentu Europejskiego
  - Peter Nottet, holenderski łyżwiarz
- 24 września:
  - Lorenzo Bosisio, włoski kolarz
  - Bernd Bransch, piłkarz niemiecki (zm. 2022)
  - Gilles Lipovetsky, francuski filozof, socjolog
  - Sven-Ole Thorsen, duński aktor, kaskader, kulturysta
  - Roza Salichowa, rosyjska siatkarka
- 25 września:
  - Michael Douglas, amerykański aktor
  - Doris Matsui, amerykańska polityk, kongreswoman ze stanu Kalifornia
  - Lucía Topolansky, urugwajska polityk, pierwsza dama pochodzenia polskiego
- 26 września:
  - Jolanta Borusiewicz, polska piosenkarka
  - Jan Brewer, amerykańska polityk
  - Robert Harris, kanadyjski duchowny katolicki
  - Jean-Pierre Ricard, francuski duchowny katolicki, kardynał
  - Peter Turrini, austriacki pisarz
- 27 września:
  - Villy Haugen, norweski łyżwiarz szybki
  - Raul Plassman, brazylijski piłkarz, bramkarz
  - Iiro Viinanen, fiński samorządowiec, polityk
- 28 września:
  - Charlotte Cederschiöld, szwedzka polityk
  - Jean Janssens, belgijski piłkarz
  - Ameli Koloska, niemiecka lekkoatletka, oszczepniczka
  - Yoshitada Yamaguchi, japoński piłkarz
  - Miloš Zeman, czeski polityk, premier i prezydent Czech
- 29 września:
  - Stanisław Dawidczyński, polski piłkarz, trener
  - Andrzej Straszyński, polski dyrygent
- 30 września:
  - Jean-Louis Debré, francuski prawnik i politolog (zm. 2025)
  - Karol Musioł, polski fizyk
- 2 października:
  - Willie Morgan, szkocki piłkarz
  - Vernor Vinge, amerykański pisarz science-fiction (zm. 2024)
  - Ałżan Żarmuchamiedow, radziecki koszykarz i rosyjski trener koszykarski (zm. 2022)
- 3 października:
  - Pierre Deligne, belgijski matematyk
  - Bob Riley, polityk amerykański
- 4 października – Tony La Russa, amerykański baseballista
- 5 października:
  - Aleksandr Michajłow, rosyjski aktor
  - Cesare Nosiglia, włoski duchowny katolicki
  - Andrzej Zieliński, polski, wokalista, pianista, kompozytor i aranżer
- 6 października:
  - Maria Koczerska, polska historyk
  - Emil Tokarz, polski językoznawca
- 7 października:
  - Eduard Geyer, niemiecki piłkarz
  - Władysław Jasiński, polski polityk, ekonomista, poseł na Sejm RP
  - Elżbieta Markowicz, polska działaczka związkowa
  - Włodzimierz Nieporęt, polski polityk, poseł na Sejm RP (zm. 2006)
  - Adam Odzimek, polski duchowny katolicki (zm. 2022)
  - Lechosław Kazimierz Stefan, polski matematyk
  - Donald Tsang, chiński działacz państwowy
- 8 października – Ilija Lončarević, chorwacki trener piłkarski
- 9 października:
  - Antonio Arias, chilijski piłkarz
  - Jung Hong-won, południowokoreański prawnik, polityk, premier Korei Południowej
  - Dionýz Szögedi, czechosłowacki lekkoatleta, sprinter (zm. 2020)
- 10 października:
  - Baltazar Porras, wenezuelski duchowny katolicki, arcybiskup Méridy
  - Francisco Sagasti, peruwiański polityk, prezydent Peru
  - Agustín Tamames, hiszpański kolarz
  - Sándor Zambó, węgierski piłkarz
- 11 października:
  - Jonas Boruta, litewski duchowny katolicki, biskup telszański (zm. 2022)
  - Gerard Czajkowski, polski fizyk
  - Joan Gaspart, kataloński działacz piłkarski
  - Younan Nowzaradan, amerykański chirurg, osobowość telewizyjna, mówca motywacyjny pochodzenia irańskiego
  - Javier Sáenz de Cosculluela, hiszpański prawnik, polityk
- 12 października:
  - Ton Koopman, holenderski dyrygent, organista i klawesynista
  - Jack Marin, amerykański koszykarz
  - Dordżgotowyn Pürewloow, mongolska biegaczka narciarska, olimpijka
- 13 października – Robert Lamm, amerykański muzyk
- 14 października:
  - Christian Bujeau, francuski aktor
  - Udo Kier, niemiecki aktor
- 15 października:
  - Sali Berisha, polityk albański
  - Kay Ivey, amerykańska polityk, gubernator stanu Alabama
  - David Trimble, irlandzki polityk, laureat Nagrody Nobla (zm. 2022)
- 16 października:
  - Zbigniew Bator, polski aktor, reżyser, publicysta (zm. 2012)
  - Paul Durcan, irlandzki poeta (zm. 2025)
  - Elizabeth Loftus, amerykańska psycholog
  - Setsuko Sasaki, japońska siatkarka
  - Joseph Sitruk, francuski rabin (zm. 2016)
- 17 października:
  - Eddie Scholl, holenderski szachista
  - Marilyn White, amerykańska lekkoatletka, sprinterka
- 18 października – Nelson Freire, brazylijski pianista (zm. 2021)
- 19 października:
  - Zygfryd Friedek, polski żużlowiec
  - Bill Melchionni, amerykański koszykarz
  - Peter Tosh, jamajski pionier muzyki reggae (zm. 1987)
- 20 października:
  - Raoul Lambert, belgijski piłkarz
  - Jair Picerni, brazylijski piłkarz, trener
- 21 października:
  - Kulbhushan Kharbanda, indyjski aktor
  - Pedro María Olmedo Rivero, hiszpański duchowny katolicki, prałat terytorialny Humahuaca
  - Jean-Pierre Sauvage, francuski chemik, laureat Nagrody Nobla
  - Tommy Wright, angielski piłkarz
- 22 października – Paul Reaney, angielski piłkarz
- 23 października:
  - Warren Burton, amerykański aktor (zm. 2017)
  - Francisco Cases Andreu, hiszpański duchowny katolicki, biskup Wysp Kanaryjskich
- 24 października – Alaksandr Smolik, białoruski historyk i kulturolog
- 25 października:
  - Jon Anderson, brytyjski muzyk, wokalista zespołu Yes
  - Zdzisława Robaszewska, polska lekkoatletka, biegaczka średniodystansowa
- 26 października:
  - Emanuel Cleaver, amerykański polityk, kongresman ze stanu Missouri
  - Martin Jellinghaus, niemiecki lekkoatleta, sprinter
  - Helena Mallotová, czeska polityk, tłumaczka, eurodeputowana
- 27 października:
  - Bogdan Chazan, polski ginekolog, położnik
  - Fernando Ocariz, hiszpański duchowny katolicki, teolog
- 28 października:
  - Coluche właśc. Michel Gérard Joseph Colucci, francuski aktor (zm. 1986)
  - Dennis Franz, amerykański aktor
  - Tadeusz Iwiński, polski polityk
- 29 października:
  - Michaj Burano, polski muzyk pochodzenia cygańskiego
  - Harry Duda, polski poeta, dziennikarz, publicysta i wydawca
  - Denny Laine, angielski muzyk (zm. 2023)
  - Fausto Leali, włoski piosenkarz
  - Barbara Stamm, niemiecka polityk (zm. 2022)
  - Magdalena Zawadzka, polska aktorka
- 30 października:
  - Džemaludin Mušović, bośniacki piłkarz, trener
  - Konstantin Titow, rosyjski polityk
- 31 października:
  - Leonida Caraiosifoglu, rumuński lekkoatleta, chodziarz (zm. 2024)
  - Roy Callender, amerykański kulturysta pochodzenia barbadoskiego
  - Jana Koubková, czeska wokalistka jazzowa
- 1 listopada:
  - Anna Filipczak-Kocur, polska historyk, profesor nauk humanistycznych
  - Sergio Markarián, urugwajski trener piłkarski pochodzenia ormiańskiego
  - Oscar Temaru, polinezyjski polityk
- 2 listopada:
  - Michael Buffer, amerykański konferansjer bokserski
  - Patrice Chéreau, francuski reżyser i aktor (zm. 2013)
  - Keith Emerson, brytyjski muzyk (zm. 2016)
  - Jeffrey Hoffman, amerykański astronauta
  - Liesel Westermann, niemiecka lekkoatletka
- 4 listopada:
  - Jerzy Juk-Kowarski, polski scenograf teatralny
  - Joanna Wojciechowicz, polska architektka
- 5 listopada:
  - Henryk Bogdan, polski polityk, inżynier rolnik, poseł na Sejm RP
  - Feliks Szajnert, polski aktor (zm. 2024)
- 6 listopada:
  - Takashi Koizumi, japoński reżyser filmowy
  - Ioan Robu, rumuński duchowny katolicki
  - Brian Weiss, amerykański psychiatra
- 7 listopada:
  - Harry Hestad, norweski piłkarz, trener
  - Luigi Riva, włoski piłkarz (zm. 2024)
  - Bob Windle, australijski pływak
- 8 listopada – Kevin Trenberth, amerykański fizyk
- 9 listopada:
  - Herbert Wimmer, niemiecki piłkarz
  - Jan Woroniecki, polski politolog, ekonomista, dyplomata
- 10 listopada:
  - Askar Akajew, kirgiski polityk
  - Tim Rice, poeta angielski
  - Krzysztof Wyrzykowski, polski dziennikarz i komentator sportowy, publicysta
- 11 listopada:
  - Tore Berger, norweski kajakarz
  - Per Ivar Moe, norweski łyżwiarz
  - Stanisław Piłaszewicz, polski afrykanista
- 12 listopada:
  - Al Michaels, amerykański sprawozdawca sportowy
  - József Tamás, rumuński duchowny katolicki
- 13 listopada:
  - Eugenio Arellano Fernández, hiszpański duchowny katolicki, biskup, nuncjusz apostolski
  - Ron Harris, angielski piłkarz
  - Sonia Pioseczna, polska lekkoatletka, dyskobolka
- 14 listopada:
  - Karen Armstrong, brytyjska religioznawczyni, publicystka
  - Mike Katz, amerykański kulturysta
  - Michel Maffesoli, francuski socjolog
  - Marek Ostrowski, polski prawnik, dziennikarz
  - Michał Strąk, polski polityk
- 15 listopada:
  - Joy Fleming, niemiecka piosenkarka jazzowa (zm. 2017)
  - Ignacy Józef III Younan, syryjski duchowny katolicki
- 16 listopada – Radu Nunweiller, rumuński piłkarz
- 17 listopada:
  - Danny DeVito, amerykański aktor, reżyser i producent filmowy pochodzenia włoskiego
  - Gary Goldman, amerykański twórca filmów animowanych
  - Rem Koolhaas, holenderski architekt, publicysta
  - Elżbieta Mączyńska-Ziemacka, polska ekonomistka
  - Lorne Michaels, kanadyjsko-amerykański producent telewizyjny, scenarzysta i komik
  - Arturo Puig, argentyński aktor
  - Tom Seaver, amerykański baseballista (zm. 2020)
- 18 listopada:
  - Eustachy Rylski, polski prozaik, dramaturg i scenarzysta
  - Helena Štáchová, czeska lalkarka, scenarzystka i reżyser (zm. 2017)
- 19 listopada:
  - Agnes Baltsa, grecka śpiewaczka operowa
  - Klaus Fichtel, niemiecki piłkarz
  - Dennis Hull, kanadyjski hokeista
  - Eugeniusz Rzewuski, polski afrykanista, dyplomata
- 20 listopada:
  - Donald DiFrancesco, amerykański polityk
  - Stanisław Kosmal, polski prawnik
- 21 listopada:
  - Richard Durbin, amerykański polityk, senator ze stanu Illinois
  - Earl Monroe, amerykański koszykarz
  - Harold Ramis, amerykański aktor, reżyser i scenarzysta (zm. 2014)
- 22 listopada:
  - Jicchak Mordechaj, izraelski wojskowy, polityk
  - Pierre Morissette, kanadyjski duchowny katolicki, biskup Saint-Jérôme
  - Lucio Russo, włoski fizyk, matematyk, fizyk, historyk nauki (zm. 2025)
  - Max Romeo, jamajski wokalista reggae i roots reggae (zm. 2025[3])
  - Heinz Simmet, niemiecki piłkarz (zm. 2024)
- 23 listopada:
  - Joe Eszterhas, amerykański scenarzysta pochodzenia węgierskiego
  - Piotr Wach, polski inżynier i polityk, profesor, senator RP
- 24 listopada:
  - Bev Bevan, brytyjski perkusista
  - Kim Ho, południowokoreański piłkarz, trener
- 25 listopada:
  - Ben Stein, amerykański aktor, komik, pisarz, prawnik
  - Maarten ’t Hart, holenderski prozaik
- 26 listopada:
  - Andrzej Jarosik, polski piłkarz (zm. 2024)
  - Donald Kettler, amerykański duchowny katolicki, biskup Saint Cloud
  - Joyce Quin, brytyjska polityk
  - Karin Schubert, niemiecka aktorka pornograficzna
  - Ans Schut, holenderska łyżwiarka szybka
- 27 listopada:
  - Tamara Chmiadaszwili, gruzińska szachistka, sędzia szachowy (zm. 2019)
  - Erich Hamann, niemiecki piłkarz
  - Carlo Scognamiglio, włoski polityk
  - Dalia Teišerskytė, litewska dziennikarka, historyk, polityk (zm. 2023)
  - Trevor Ward-Davies, brytyjski basista, członek zespołu Dave Dee, Dozy, Beaky, Mick & Tich (zm. 2015)
- 28 listopada:
  - Rita Mae Brown, amerykańska pisarka, poetka, scenarzystka, feministka
  - Timothy Wayne Krajcir, amerykański seryjny morderca
  - James Smillie, australijski aktor pochodzenia szkockiego
- 30 listopada:
  - Joseph Boakai, liberyjski polityk, wiceprezydent Liberii
  - George Graham, szkocki piłkarz
- 1 grudnia:
  - Pierre Arditi, francuski aktor
  - Eric Bloom, amerykański gitarzysta, wokalista i klawiszowiec
  - John Densmore, amerykański muzyk, perkusista zespołu The Doors
  - Daniel Pennac, francuski pisarz
- 2 grudnia:
  - Cathy Lee Crosby, amerykańska aktorka
  - Botho Strauß, niemiecki pisarz
- 3 grudnia – Craig Raine, brytyjski poeta i krytyk literacki
- 5 grudnia:
  - Jeroen Krabbé, holenderski aktor i reżyser filmowy
  - Ewa Kruk, polska reżyserka filmów fabularnych i dokumentalnych (zm. 2005)
  - José Vilaplana Blasco, hiszpański duchowny katolicki, biskup Huelvy
- 6 grudnia:
  - Vicente Albero, hiszpański ekonomista, polityk
  - Jan Kårström, szwedzki zapaśnik
  - Bogdan Waligórski, polski polityk, poseł na Sejm PRL
- 8 grudnia – Sharmila Tagore, indyjski aktorka
- 9 grudnia:
  - Neil Innes, brytyjski aktor i kompozytor (zm. 2019)
  - Michaił Piotrowski, rosyjski historyk orientalista, filolog, znawca sztuki
  - Luigi Ventura, włoski duchowny katolicki, arcybiskup, nuncjusz apostolski
- 11 grudnia:
  - Brenda Lee, amerykańska piosenkarka
  - Gianni Morandi, włoski piosenkarz, aktor i prezenter telewizyjny
- 12 grudnia:
  - Alex Acuña, peruwiański perkusista
  - Diana Bracho, meksykańska aktorka
- 14 grudnia:
  - Michael Glos, niemiecki polityk
  - Felipe González González, hiszpański duchowny katolicki, biskup, wikariusz apostolski Caroní
- 15 grudnia – Abd as-Salam Dżallud, polityk libijski
- 16 grudnia:
  - John Abercrombie, amerykański gitarzysta jazzowy (zm. 2017)
  - Jeff Kanew, amerykański reżyser, montażysta, scenarzysta i producent filmowy
  - Santo Versace, włoski przedsiębiorca
- 17 grudnia:
  - Harry Droog, holenderski wioślarz
  - Bernard Hill, brytyjski aktor (zm. 2024)
  - Patrick Ollier, francuski polityk
- 18 grudnia – Adam Maria Szymski, polski architekt
- 19 grudnia:
  - William Christie, amerykański dyrygent
  - Mitchell Jay Feigenbaum, amerykański fizyk, matematyk pochodzenia żydowskiego (zm. 2019)
  - Sata Isobe, japońska siatkarka (zm. 2016)
  - Richard Leakey, brytyjski antropolog (zm. 2022)
  - Lex Mullink, holenderski wioślarz
  - Anastasija Wiertinska, rosyjska aktorka
- 20 grudnia – Bobby Colomby, amerykański muzyk, kompozytor, producent muzyczny, prezenter telewizyjny
- 21 grudnia – Michael Tilson Thomas, amerykański dyrygent
- 22 grudnia:
  - Steve Carlton, amerykański baseballista
  - Ernest Moniz, amerykański polityk
- 23 grudnia – Wesley Clark, amerykański generał
- 24 grudnia:
  - Oswald Gracias, indyjski duchowny katolicki, kardynał
  - Erhard Keller, niemiecki łyżwiarz
  - Mirosława Suska, polska bibliotekarka
  - Teresa Walas, polska literaturoznawca, teoretyk literatury, historyk literatury i krytyk literacki
  - Witolda Walosczyk, polska bibliotekarka i animatorka kultury
- 25 grudnia:
  - Jairzinho, brazylijski piłkarz
  - Waldemar Wiązowski, polski polityk
- 26 grudnia:
  - Reinhold Bachler, austriacki skoczek narciarski
  - Galsan Tschinag, mongolski pisarz, poeta i eseista
- 27 grudnia:
  - Bob Brown, australijski polityk
  - Mick Jones, brytyjski muzyk kompozytor, aranżer i wokalista
  - Ivan Milat, australijski seryjny morderca (zm. 2019)
- 28 grudnia:
  - Johnny Isakson, amerykański polityk, senator ze stanu Georgia (zm. 2021)
  - John Komlos, amerykański historyk
  - Kary Mullis, amerykański chemik, laureat Nagrody Nobla (zm. 2019)
- 30 grudnia:
  - Lorenzo Cellerino, włoski lekkoatleta, sprinter
  - William J. Fallon, amerykański admirał
  - Paul Hoekstra, holenderski i belgijski wioślarz
- 31 grudnia:
  - Taylor Hackford, amerykański reżyser i producent filmowy
  - Neil Ross, brytyjski aktor głosowy i dubbingowy
  - Iwona Smolka, polska pisarka
  - Ryszard Szczygieł, polski historyk

- data dzienne nieznana: 
  - R. Dennis Cook, amerykański statystyk

## Zdarzenia astronomiczne
- 25 stycznia – całkowite zaćmienie Słońca

## Nagrody Nobla
- z fizyki – Isidor Isaac Rabi
- z chemii – Otto Hahn
- z medycyny – Joseph Erlanger, Herbert Gasser
- z literatury – Johannes Jensen
- nagroda pokojowa – Międzynarodowy Komitet Czerwonego Krzyża

## Święta ruchome
- Tłusty czwartek: 17 lutego
- Ostatki: 22 lutego
- Popielec: 23 lutego
- Niedziela Palmowa: 2 kwietnia
- Wielki Czwartek: 6 kwietnia
- Wielki Piątek: 7 kwietnia
- Pamiątka śmierci Jezusa Chrystusa: 8 kwietnia
- Wielka Sobota: 8 kwietnia
- Wielkanoc: 9 kwietnia
- Poniedziałek Wielkanocny: 10 kwietnia
- Wniebowstąpienie Pańskie: 18 maja
- Zesłanie Ducha Świętego: 28 maja
- Boże Ciało: 8 czerwca